# バレーボール2011/12Vプレミアリーグ
バレーボール 2011/12 Vプレミアリーグ（ばれーぼーる 2011/12 ぶいぷれみありーぐ）は、2011年12月10日から2012年3月25日にかけて行われたV・プレミアリーグの大会である。

## 概要

### 日程
- 男子:2011年12月24日 - 2012年3月25日（決勝）
- 女子:2011年12月10日 - 2012年3月24日（決勝）

### 試合方法
3回戦総当たりのレギュラーラウンドを行う。通算成績の上位4チームが、セミファイナルラウンドに進出し、上位2チームが優勝決定戦を行う。

### 変更点
- レギュラーラウンドが4回戦総当たりから3回戦総当たりに短縮された。
- リベロ2名が自由に交代できるようにルール改正が行われた。

## 男子

### 参加チーム
| 前回順位 | チーム名                 | 備考 |
| -------- | ------------------------ | ---- |
| 1        | 堺ブレイザーズ           |      |
| 2        | サントリーサンバーズ     |      |
| 3        | 東レ・アローズ           |      |
| 4        | パナソニック・パンサーズ |      |
| 5        | JTサンダーズ             |      |
| 6        | 豊田合成トレフェルサ     |      |
| 7        | FC東京                   |      |
| 8        | 大分三好ヴァイセアドラー |      |

### 1Leg

#### 12月24日
| #301 | 2011年12月24日 14:01 |                              |                               |                                |                                                              |
| #301 | 2011年12月24日 14:01 | 豊田合成トレフェルサ （1敗） | 0 - 3 (22-25) (21-25) (19-25) | サントリー・サンバーズ （1勝） | 一宮市総合体育館 観客数: 2,200人 主審: 村中伸 副審: 高橋弘二 |
| #301 | 2011年12月24日 14:01 |                              |                               |                                | 一宮市総合体育館 観客数: 2,200人 主審: 村中伸 副審: 高橋弘二 |

| #302 | 2011年12月24日 16:05 |                        |                       |                |                                                                |
| #302 | 2011年12月24日 16:05 | 東レ・アローズ （1勝） | 3 - 0 (28-26) (25-20) | FC東京 （1敗） | 一宮市総合体育館 観客数: 1,350人 主審: 田野昭彦 副審: 柘植知則 |
| #302 | 2011年12月24日 16:05 |                        |                       |                | 一宮市総合体育館 観客数: 1,350人 主審: 田野昭彦 副審: 柘植知則 |

| #303 | 2011年12月24日 14:00 |                                  |                               |                        |                                                              |
| #303 | 2011年12月24日 14:00 | 大分三好ヴァイセアドラー （1敗） | 0 - 3 (24-26) (16-25) (14-25) | 堺ブレイザーズ （1勝） | 大分県立総合体育館 観客数: 2,493人 主審: 澤達大 副審: 塚本健 |
| #303 | 2011年12月24日 14:00 |                                  |                               |                        | 大分県立総合体育館 観客数: 2,493人 主審: 澤達大 副審: 塚本健 |

| #304 | 2011年12月24日 16:00 |                      |                                       |                                  |                                                                    |
| #304 | 2011年12月24日 16:00 | JTサンダーズ （1敗） | 1 - 3 (25-18) (23-25) (17-25) (22-25) | パナソニック・パンサーズ （1勝） | 大分県立総合体育館 観客数: 2,740人 主審: 代居正巳 副審: 千代延靖夫 |
| #304 | 2011年12月24日 16:00 |                      |                                       |                                  | 大分県立総合体育館 観客数: 2,740人 主審: 代居正巳 副審: 千代延靖夫 |

#### 12月25日
| #305 | 2011年12月25日 13:05 |                   |                                       |                              |                                                                |
| #305 | 2011年12月25日 13:05 | FC東京 （1勝1敗） | 3 - 1 (24-26) (25-16) (25-21) (25-20) | 豊田合成トレフェルサ （2敗） | 春日井市総合体育館 観客数: 1,650人 主審: 田野明彦 副審: 村中伸 |
| #305 | 2011年12月25日 13:05 |                   |                                       |                              | 春日井市総合体育館 観客数: 1,650人 主審: 田野明彦 副審: 村中伸 |

| #306 | 2011年12月25日 15:25 |                                   |                       |                        |                                                                  |
| #306 | 2011年12月25日 15:25 | サントリー・サンバーズ （1勝1敗） | 0 - 3 (23-25) (21-25) | 東レ・アローズ （2勝） | 春日井市総合体育館 観客数: 1,580人 主審: 高橋弘二 副審: 戸川太輔 |
| #306 | 2011年12月25日 15:25 |                                   |                       |                        | 春日井市総合体育館 観客数: 1,580人 主審: 高橋弘二 副審: 戸川太輔 |

| #307 | 2011年12月25日 13:00 |                                  |                                       |                                  |                                                                  |
| #307 | 2011年12月25日 13:00 | 大分三好ヴァイセアドラー （2敗） | 1 - 3 (19-25) (25-16) (21-25) (20-25) | パナソニック・パンサーズ （2勝） | 日田市総合体育館 観客数: 1,722人 主審: 千代延靖夫 副審: 代居正巳 |
| #307 | 2011年12月25日 13:00 |                                  |                                       |                                  | 日田市総合体育館 観客数: 1,722人 主審: 千代延靖夫 副審: 代居正巳 |

| #308 | 2011年12月25日 15:25 |                        |                                       |                      |                                                            |
| #308 | 2011年12月25日 15:25 | 堺ブレイザーズ （2勝） | 3 - 1 (25-18) (23-25) (25-21) (25-19) | JTサンダーズ （2敗） | 日田市総合体育館 観客数: 1,719人 主審: 塚本健 副審: 澤達大 |
| #308 | 2011年12月25日 15:25 |                        |                                       |                      | 日田市総合体育館 観客数: 1,719人 主審: 塚本健 副審: 澤達大 |

#### 1月14日
| #309 | 2012年1月14日 14:00 |                        |                               |                   |                                                              |
| #309 | 2012年1月14日 14:00 | 堺ブレイザーズ （3勝） | 3 - 0 (25-17) (25-23) (25-21) | FC東京 （1勝2敗） | 金岡公園体育館 観客数: 1,470人 主審: 高橋弘二 副審: 印藤智一 |
| #309 | 2012年1月14日 14:00 |                        |                               |                   | 金岡公園体育館 観客数: 1,470人 主審: 高橋弘二 副審: 印藤智一 |

| #310 | 2012年1月14日 14:00 |                                   |                                       |                                  |                                                                  |
| #310 | 2012年1月14日 14:00 | サントリー・サンバーズ （1勝2敗） | 1 - 3 (18-25) (20-25) (26-24) (26-28) | パナソニック・パンサーズ （3勝） | パナソニックアリーナ 観客数: 1,250人 主審: 大塚達也 副審: 冨田満 |
| #310 | 2012年1月14日 14:00 |                                   |                                       |                                  | パナソニックアリーナ 観客数: 1,250人 主審: 大塚達也 副審: 冨田満 |

| #311 | 2012年1月14日 14:00 |                        |                               |                                  |                                                                                              |
| #311 | 2012年1月14日 14:00 | 東レ・アローズ （3勝） | 3 - 0 (25-19) (25-18) (25-22) | 大分三好ヴァイセアドラー （3敗） | 広島県立総合体育館（広島グリーンアリーナ） 観客数: 2,030人 主審: Cedric CHUNG 副審: 冨田博一 |
| #311 | 2012年1月14日 14:00 |                        |                               |                                  | 広島県立総合体育館（広島グリーンアリーナ） 観客数: 2,030人 主審: Cedric CHUNG 副審: 冨田博一 |

| #312 | 2012年1月14日 16:00 |                         |                                       |                              |                                                                                          |
| #312 | 2012年1月14日 16:00 | JTサンダーズ （1勝2敗） | 3 - 1 (22-25) (25-23) (25-15) (25-17) | 豊田合成トレフェルサ （3敗） | 広島県立総合体育館（広島グリーンアリーナ） 観客数: 2,850人 主審: 田中昭彦 副審: 山本晋吾 |
| #312 | 2012年1月14日 16:00 |                         |                                       |                              | 広島県立総合体育館（広島グリーンアリーナ） 観客数: 2,850人 主審: 田中昭彦 副審: 山本晋吾 |

#### 1月15日
| #313 | 2012年1月15日 |                        |                                       |                                   |                                                            |
| #313 | 2012年1月15日 | 堺ブレイザーズ （4勝） | 3 - 1 (22-25) (29-27) (25-21) (26-24) | サントリー・サンバーズ （1勝3敗） | 堺市金岡体育館 観客数: 2,240人 主審: 冨田満 副審: 大塚達也 |
| #313 | 2012年1月15日 |                        |                                       |                                   | 堺市金岡体育館 観客数: 2,240人 主審: 冨田満 副審: 大塚達也 |

| #314 | 2012年1月15日 13:00 |                   |                                               |                                  |                                                                    |
| #314 | 2012年1月15日 13:00 | FC東京 （1勝3敗） | 2 - 3 (25-23) (22-25) (25-19) (17-25) (25-27) | パナソニック・パンサーズ （4勝） | パナソニック・アリーナ 観客数: 900人 主審: 印藤智一 副審: 高橋弘二 |
| #314 | 2012年1月15日 13:00 |                   |                                               |                                  | パナソニック・アリーナ 観客数: 900人 主審: 印藤智一 副審: 高橋弘二 |

| #315 | 2012年1月15日 13:00 |                                 |                                       |                                  |                                                                                              |
| #315 | 2012年1月15日 13:00 | 豊田合成トレフェルサ （1勝3敗） | 3 - 1 (25-18) (27-25) (23-25) (25-20) | 大分三好ヴァイセアドラー （4敗） | 広島県立総合体育館（広島グリーンアリーナ） 観客数: 2,540人 主審: 冨田博一 副審: Cedric CHUNG |
| #315 | 2012年1月15日 13:00 |                                 |                                       |                                  | 広島県立総合体育館（広島グリーンアリーナ） 観客数: 2,540人 主審: 冨田博一 副審: Cedric CHUNG |

| #316 | 2012年1月15日 15:30 |                         |                                       |                        |                                                                                          |
| #316 | 2012年1月15日 15:30 | JTサンダーズ （1勝3敗） | 1 - 3 (21-25) (22-25) (29-27) (18-25) | 東レ・アローズ （4勝） | 広島県立総合体育館（広島グリーンアリーナ） 観客数: 4,030人 主審: 山本晋五 副審: 田中昭彦 |
| #316 | 2012年1月15日 15:30 |                         |                                       |                        | 広島県立総合体育館（広島グリーンアリーナ） 観客数: 4,030人 主審: 山本晋五 副審: 田中昭彦 |

#### 1月20日
| #317 | 2012年1月20日 16:00 |                        |                                               |                                 |                                                                    |
| #317 | 2012年1月20日 16:00 | 東レ・アローズ （5勝） | 3 - 2 (18-25) (25-14) (28-26) (21-25) (15-13) | 豊田合成トレフェルサ （1勝4敗） | 草薙総合運動場体育館 観客数: 1,100人 主審: 印藤智一 副審: 高橋弘二 |
| #317 | 2012年1月20日 16:00 |                        |                                               |                                 | 草薙総合運動場体育館 観客数: 1,100人 主審: 印藤智一 副審: 高橋弘二 |

| #318 | 2012年1月20日 18:45 |                                  |                               |                           |                                                                |
| #318 | 2012年1月20日 18:45 | パナソニック・パンサーズ （5勝） | 3 - 0 (25-23) (25-22) (25-21) | 堺ブレイザーズ （4勝1敗） | 草薙総合運動場体育館 観客数: 700人 主審: 冨田満 副審: 加藤孝仁 |
| #318 | 2012年1月20日 18:45 |                                  |                               |                           | 草薙総合運動場体育館 観客数: 700人 主審: 冨田満 副審: 加藤孝仁 |

| #319 | 2012年1月20日 16:00 |                         |                                               |                                     |                                                              |
| #319 | 2012年1月20日 16:00 | JTサンダーズ （1勝4敗） | 2 - 3 (22-25) (25-19) (25-18) (21-25) (12-15) | 大分三好ヴァイセアドラー （1勝4敗） | 大阪市中央体育館 観客数: 540人 主審: 田野昭彦 副審: 西中野健 |
| #319 | 2012年1月20日 16:00 |                         |                                               |                                     | 大阪市中央体育館 観客数: 540人 主審: 田野昭彦 副審: 西中野健 |

| #320 | 2012年1月20日 18:45 |                   |                                       |                                   |                                                          |
| #320 | 2012年1月20日 18:45 | FC東京 （2勝3敗） | 3 - 1 (36-34) (21-25) (25-14) (25-18) | サントリー・サンバーズ （1勝4敗） | 大阪市中央体育館 観客数: 634人 主審: 塚本健 副審: 村中伸 |
| #320 | 2012年1月20日 18:45 |                   |                                       |                                   | 大阪市中央体育館 観客数: 634人 主審: 塚本健 副審: 村中伸 |

#### 1月21日
| #321 | 2012年1月21日 14:00 |                        |                               |                           |                                                                  |
| #321 | 2012年1月21日 14:00 | 東レ・アローズ （6勝） | 3 - 0 (29-27) (25-17) (25-18) | 堺ブレイザーズ （4勝2敗） | 草薙総合運動場体育館 観客数: 2,200人 主審: 田中昭彦 副審: 冨田満 |
| #321 | 2012年1月21日 14:00 |                        |                               |                           | 草薙総合運動場体育館 観客数: 2,200人 主審: 田中昭彦 副審: 冨田満 |

| #322 | 2012年1月21日 16:10 |                                 |                                               |                                     |                                                                    |
| #322 | 2012年1月21日 16:10 | 豊田合成トレフェルサ （2勝4敗） | 3 - 2 (21-25) (25-20) (25-27) (25-18) (17-15) | パナソニック・パンサーズ （5勝1敗） | 草薙総合運動場体育館 観客数: 1,800人 主審: 高橋弘二 副審: 印藤智一 |
| #322 | 2012年1月21日 16:10 |                                 |                                               |                                     | 草薙総合運動場体育館 観客数: 1,800人 主審: 高橋弘二 副審: 印藤智一 |

| #323 | 2012年1月21日 14:05 |                   |                                               |                                     |                                                              |
| #323 | 2012年1月21日 14:05 | FC東京 （2勝4敗） | 2 - 3 (23-25) (21-25) (25-23) (27-25) (18-20) | 大分三好ヴァイセアドラー （2勝4敗） | 大阪市中央体育館 観客数: 616人 主審: 西中野健 副審: 田野昭彦 |
| #323 | 2012年1月21日 14:05 |                   |                                               |                                     | 大阪市中央体育館 観客数: 616人 主審: 西中野健 副審: 田野昭彦 |

| #324 | 2012年1月21日 17:00 |                         |                                       |                                   |                                                            |
| #324 | 2012年1月21日 17:00 | JTサンダーズ （1勝5敗） | 1 - 3 (24-26) (25-13) (25-27) (24-26) | サントリー・サンバーズ （2勝4敗） | 大阪市中央体育館 観客数: 1,535人 主審: 村中伸 副審: 塚本健 |
| #324 | 2012年1月21日 17:00 |                         |                                       |                                   | 大阪市中央体育館 観客数: 1,535人 主審: 村中伸 副審: 塚本健 |

#### 1月22日
| #325 | 2012年1月22日 13:00 |                        |                                       |                                     |                                                                    |
| #325 | 2012年1月22日 13:00 | 東レ・アローズ （7勝） | 3 - 1 (25-21) (25-22) (23-25) (25-21) | パナソニック・パンサーズ （5勝2敗） | 草薙総合運動場体育館 観客数: 2,300人 主審: 印藤智一 副審: 田中昭彦 |
| #325 | 2012年1月22日 13:00 |                        |                                       |                                     | 草薙総合運動場体育館 観客数: 2,300人 主審: 印藤智一 副審: 田中昭彦 |

| #326 | 2012年1月22日 15:35 |                                 |                                               |                           |                                                                  |
| #326 | 2012年1月22日 15:35 | 豊田合成トレフェルサ （2勝5敗） | 2 - 3 (26-28) (29-27) (25-17) (26-28) (13-15) | 堺ブレイザーズ （5勝2敗） | 草薙総合運動場体育館 観客数: 2,000人 主審: 冨田満 副審: 高橋弘二 |
| #326 | 2012年1月22日 15:35 |                                 |                                               |                           | 草薙総合運動場体育館 観客数: 2,000人 主審: 冨田満 副審: 高橋弘二 |

| #327 | 2012年1月22日 13:05 |                   |                                               |                         |                                                              |
| #327 | 2012年1月22日 13:05 | FC東京 （3勝4敗） | 3 - 2 (25-22) (25-27) (25-21) (19-25) (15-12) | JTサンダーズ （1勝6敗） | 大阪市中央体育館 観客数: 685人 主審: 田野昭彦 副審: 西中野健 |
| #327 | 2012年1月22日 13:05 |                   |                                               |                         | 大阪市中央体育館 観客数: 685人 主審: 田野昭彦 副審: 西中野健 |

| #328 | 2012年1月22日 15:40 |                                     |                       |                                   |                                                            |
| #328 | 2012年1月22日 15:40 | 大分三好ヴァイセアドラー （2勝5敗） | 0 - 3 (18-25) (23-25) | サントリー・サンバーズ （3勝4敗） | 大阪市中央体育館 観客数: 1,423人 主審: 塚本健 副審: 村中伸 |
| #328 | 2012年1月22日 15:40 |                                     |                       |                                   | 大阪市中央体育館 観客数: 1,423人 主審: 塚本健 副審: 村中伸 |

#### 1Legの結果
| 順位 | チーム名                 | 試合数 | 勝数 | 敗数 | 勝率  | 備考           |
| ---- | ------------------------ | ------ | ---- | ---- | ----- | -------------- |
| 1    | 東レ・アローズ           | 7      | 7    | 0    | 1.000 |                |
| 2    | パナソニック・パンサーズ | 7      | 5    | 2    | 0.714 | セット率 1.636 |
| 3    | 堺ブレイザーズ           | 7      | 5    | 2    | 0.714 | セット率 1.500 |
| 4    | サントリーサンバーズ     | 7      | 3    | 4    | 0.429 | セット率 0.923 |
| 5    | FC東京                   | 7      | 3    | 4    | 0.429 | セット率 0.812 |
| 6    | 豊田合成トレフェルサ     | 7      | 2    | 5    | 0.286 | セット率 0.667 |
| 7    | 大分三好ヴァイセアドラー | 7      | 2    | 5    | 0.286 | セット率 0.421 |
| 8    | JTサンダーズ             | 7      | 1    | 6    | 0.143 |                |

### 2Leg

#### 1月28日
| #329 | 2012年1月28日 14:00 |                         |                               |                   |                                                                |
| #329 | 2012年1月28日 14:00 | JTサンダーズ （1勝7敗） | 0 - 3 (21-25) (22-25) (14-25) | FC東京 （4勝4敗） | 墨田区総合体育館 観客数: 1,400人 主審: 中馬義朗 副審: 村上成司 |
| #329 | 2012年1月28日 14:00 |                         |                               |                   | 墨田区総合体育館 観客数: 1,400人 主審: 中馬義朗 副審: 村上成司 |

| #330 | 2012年1月28日 16:00 |                                 |                               |                           |                                                              |
| #330 | 2012年1月28日 16:00 | 豊田合成トレフェルサ （2勝6敗） | 0 - 3 (21-25) (24-26) (23-25) | 堺ブレイザーズ （6勝2敗） | 墨田区総合体育館 観客数: 1,200人 主審: 大塚達也 副審: 小柴滋 |
| #330 | 2012年1月28日 16:00 |                                 |                               |                           | 墨田区総合体育館 観客数: 1,200人 主審: 大塚達也 副審: 小柴滋 |

| #331 | 2012年1月28日 14:05 |                        |                               |                                     |                                                              |
| #331 | 2012年1月28日 14:05 | 東レ・アローズ （8勝） | 3 - 0 (25-13) (29-27) (25-15) | 大分三好ヴァイセアドラー （2勝6敗） | 京都府立体育館 観客数: 1,800人 主審: 浅井唯由 副審: 石井洋壮 |
| #331 | 2012年1月28日 14:05 |                        |                               |                                     | 京都府立体育館 観客数: 1,800人 主審: 浅井唯由 副審: 石井洋壮 |

| #332 | 2012年1月28日 16:05 |                                     |                                       |                                   |                                                              |
| #332 | 2012年1月28日 16:05 | パナソニック・パンサーズ （6勝2敗） | 3 - 1 (27-25) (25-21) (22-25) (25-17) | サントリー・サンバーズ （3勝5敗） | 京都府立体育館 観客数: 2,300人 主審: 小野将人 副審: 山本和良 |
| #332 | 2012年1月28日 16:05 |                                     |                                       |                                   | 京都府立体育館 観客数: 2,300人 主審: 小野将人 副審: 山本和良 |

#### 1月29日
| #333 | 2012年1月29日 13:00 |                           |                                       |                   |                                                                |
| #333 | 2012年1月29日 13:00 | 堺ブレイザーズ （6勝3敗） | 1 - 3 (26-24) (20-25) (23-25) (21-25) | FC東京 （5勝4敗） | 墨田区総合体育館 観客数: 1,800人 主審: 村上成司 副審: 中馬義朗 |
| #333 | 2012年1月29日 13:00 |                           |                                       |                   | 墨田区総合体育館 観客数: 1,800人 主審: 村上成司 副審: 中馬義朗 |

| #334 | 2012年1月29日 15:35 |                         |                                               |                                 |                                                                |
| #334 | 2012年1月29日 15:35 | JTサンダーズ （2勝7敗） | 3 - 2 (29-31) (15-25) (31-29) (33-31) (15-11) | 豊田合成トレフェルサ （2勝7敗） | 墨田区総合体育館 観客数: 1,300人 主審: 大塚達也 副審: 田中昭彦 |
| #334 | 2012年1月29日 15:35 |                         |                                               |                                 | 墨田区総合体育館 観客数: 1,300人 主審: 大塚達也 副審: 田中昭彦 |

| #335 | 2012年1月29日 13:05 |                        |                               |                                   |                                                              |
| #335 | 2012年1月29日 13:05 | 東レ・アローズ （9勝） | 3 - 0 (25-23) (25-20) (25-21) | サントリー・サンバーズ （3勝6敗） | 京都府立体育館 観客数: 1,800人 主審: 山本和良 副審: 小野将人 |
| #335 | 2012年1月29日 13:05 |                        |                               |                                   | 京都府立体育館 観客数: 1,800人 主審: 山本和良 副審: 小野将人 |

| #336 | 2012年1月29日 15:05 |                                     |                       |                                     |                                                              |
| #336 | 2012年1月29日 15:05 | パナソニック・パンサーズ （7勝2敗） | 3 - 0 (25-23) (25-16) | 大分三好ヴァイセアドラー （2勝7敗） | 京都府立体育館 観客数: 2,300人 主審: 石井洋壮 副審: 浅井唯由 |
| #336 | 2012年1月29日 15:05 |                                     |                       |                                     | 京都府立体育館 観客数: 2,300人 主審: 石井洋壮 副審: 浅井唯由 |

#### 2月4日
| #337 | 2012年2月4日 14:00 |                                     |                                               |                                 |                                                                    |
| #337 | 2012年2月4日 14:00 | パナソニック・パンサーズ （8勝2敗） | 3 - 2 (23-25) (25-20) (25-18) (37-39) (15-12) | 豊田合成トレフェルサ （2勝8敗） | 高岡市竹平記念体育館 観客数: 2,300人 主審: 小野将人 副審: 石井洋壮 |
| #337 | 2012年2月4日 14:00 |                                     |                                               |                                 | 高岡市竹平記念体育館 観客数: 2,300人 主審: 小野将人 副審: 石井洋壮 |

| #338 | 2012年2月4日 17:12 |                   |                               |                         |                                                                    |
| #338 | 2012年2月4日 17:12 | FC東京 （5勝5敗） | 0 - 3 (17-25) (22-25) (17-25) | 東レ・アローズ （10勝） | 高岡市竹平記念体育館 観客数: 1,200人 主審: 田野敏彦 副審: 高橋弘二 |
| #338 | 2012年2月4日 17:12 |                   |                               |                         | 高岡市竹平記念体育館 観客数: 1,200人 主審: 田野敏彦 副審: 高橋弘二 |

| #339 | 2012年2月4日 14:05 |                           |                                               |                                   |                                                              |
| #339 | 2012年2月4日 14:05 | 堺ブレイザーズ （6勝4敗） | 2 - 3 (20-25) (25-22) (25-21) (21-25) (13-15) | サントリー・サンバーズ （4勝6敗） | 金岡公園体育館 観客数: 1,350人 主審: 山本和良 副審: 田中昭彦 |
| #339 | 2012年2月4日 14:05 |                           |                                               |                                   | 金岡公園体育館 観客数: 1,350人 主審: 山本和良 副審: 田中昭彦 |

| #340 | 2012年2月4日 17:00 |                         |                                       |                                     |                                                                        |
| #340 | 2012年2月4日 17:00 | JTサンダーズ （3勝7敗） | 3 - 1 (22-25) (25-17) (25-19) (25-23) | 大分三好ヴァイセアドラー （2勝8敗） | 金岡公園体育館 観客数: 800人 主審: 千代延靖夫 副審: グレッグ・ルーオー |
| #340 | 2012年2月4日 17:00 |                         |                                       |                                     | 金岡公園体育館 観客数: 800人 主審: 千代延靖夫 副審: グレッグ・ルーオー |

#### 2月5日
| #341 | 2012年2月5日 |                   |                                       |                                 |                                                                              |
| #341 | 2012年2月5日 | FC東京 （5勝6敗） | 1 - 3 (25-20) (22-25) (19-25) (20-25) | 豊田合成トレフェルサ （3勝8敗） | 氷見市ふれあいスポーツセンター 観客数: 1,500人 主審: 高橋弘二 副審: 田野敏彦 |
| #341 | 2012年2月5日 |                   |                                       |                                 | 氷見市ふれあいスポーツセンター 観客数: 1,500人 主審: 高橋弘二 副審: 田野敏彦 |

| #342 | 2012年2月5日 15:30 |                                     |                               |                         |                                                                              |
| #342 | 2012年2月5日 15:30 | パナソニック・パンサーズ （8勝3敗） | 1 - 3 (23-25) (25-15) (23-25) | 東レ・アローズ （11勝） | 氷見市ふれあいスポーツセンター 観客数: 1,800人 主審: 石井洋壮 副審: 小野将人 |
| #342 | 2012年2月5日 15:30 |                                     |                               |                         | 氷見市ふれあいスポーツセンター 観客数: 1,800人 主審: 石井洋壮 副審: 小野将人 |

| #343 | 2012年2月5日 |                           |                               |                         |                                                                            |
| #343 | 2012年2月5日 | 堺ブレイザーズ （7勝4敗） | 3 - 0 (25-23) (26-24) (25-18) | JTサンダーズ （3勝8敗） | 堺市金岡公園体育館 観客数: 1,600人 主審: グレッグ・ルーオー 副審: 山本和良 |
| #343 | 2012年2月5日 |                           |                               |                         | 堺市金岡公園体育館 観客数: 1,600人 主審: グレッグ・ルーオー 副審: 山本和良 |

| #344 | 2012年2月5日 15:05 |                                     |                                               |                                   |                                                                    |
| #344 | 2012年2月5日 15:05 | 大分三好ヴァイセアドラー （2勝9敗） | 2 - 3 (25-22) (21-25) (20-25) (25-16) (14-16) | サントリー・サンバーズ （5勝6敗） | 堺市金岡公園体育館 観客数: 1,100人 主審: 田中昭彦 副審: 千代延靖夫 |
| #344 | 2012年2月5日 15:05 |                                     |                                               |                                   | 堺市金岡公園体育館 観客数: 1,100人 主審: 田中昭彦 副審: 千代延靖夫 |

#### 2月11日
| #345 | 2012年2月11日 13:05 |                         |                               |                           |                                                          |
| #345 | 2012年2月11日 13:05 | 東レ・アローズ （12勝） | 3 - 0 (25-22) (25-23) (25-20) | 堺ブレイザーズ （7勝5敗） | 静岡県武道館 観客数: 1,800人 主審: 澤達大 副審: 石井洋壮 |
| #345 | 2012年2月11日 13:05 |                         |                               |                           | 静岡県武道館 観客数: 1,800人 主審: 澤達大 副審: 石井洋壮 |

| #346 | 2012年2月11日 15:00 |                                 |                               |                                      |                                                            |
| #346 | 2012年2月11日 15:00 | 豊田合成トレフェルサ （4勝8敗） | 3 - 0 (26-24) (25-14) (25-15) | 大分三好ヴァイセアドラー （2勝10敗） | 静岡県武道館 観客数: 1,300人 主審: 田野敏彦 副審: 加藤孝彦 |
| #346 | 2012年2月11日 15:00 |                                 |                               |                                      | 静岡県武道館 観客数: 1,300人 主審: 田野敏彦 副審: 加藤孝彦 |

| #347 | 2012年2月11日 14:00 |                                   |                                               |                 |                                                                                            |
| #347 | 2012年2月11日 14:00 | サントリー・サンバーズ （6勝6敗） | 3 - 2 (22-25) (21-25) (25-20) (25-18) (15-11) | FC東京 （勝敗） | 交野市立総合体育施設（いきいきランド交野） 観客数: 1,200人 主審: 印藤智一 副審: 阿部広太郎 |
| #347 | 2012年2月11日 14:00 |                                   |                                               |                 | 交野市立総合体育施設（いきいきランド交野） 観客数: 1,200人 主審: 印藤智一 副審: 阿部広太郎 |

| #348 | 2012年2月11日 16:40 |                         |                                               |                                     |                                                                                        |
| #348 | 2012年2月11日 16:40 | JTサンダーズ （4勝8敗） | 3 - 2 (23-25) (25-20) (22-25) (26-24) (15-12) | パナソニック・パンサーズ （8勝4敗） | 交野市立総合体育施設（いきいきランド交野） 観客数: 2,200人 主審: 村中伸 副審: 大塚達也 |
| #348 | 2012年2月11日 16:40 |                         |                                               |                                     | 交野市立総合体育施設（いきいきランド交野） 観客数: 2,200人 主審: 村中伸 副審: 大塚達也 |

#### 2月12日
| #349 | 2012年2月12日 12:00 |                            |                               |                                 |                                                          |
| #349 | 2012年2月12日 12:00 | 東レ・アローズ （12勝1敗） | 0 - 3 (21-25) (19-25) (23-25) | 豊田合成トレフェルサ （5勝8敗） | 静岡県武道館 観客数: 1,400人 主審: 田野敏彦 副審: 澤達大 |
| #349 | 2012年2月12日 12:00 |                            |                               |                                 | 静岡県武道館 観客数: 1,400人 主審: 田野敏彦 副審: 澤達大 |

東レのリーグ連勝記録が16（昨季4勝、今季12勝）でストップしたが、これは歴代2位となる連勝記録である。
| #350 | 2012年2月12日 14:05 |                                      |                                               |                           |                                                            |
| #350 | 2012年2月12日 14:05 | 大分三好ヴァイセアドラー （2勝11敗） | 2 - 3 (25-22) (24-26) (23-25) (25-19) (10-15) | 堺ブレイザーズ （8勝5敗） | 静岡県武道館 観客数: 1,000人 主審: 石井洋壮 副審: 加藤孝仁 |
| #350 | 2012年2月12日 14:05 |                                      |                                               |                           | 静岡県武道館 観客数: 1,000人 主審: 石井洋壮 副審: 加藤孝仁 |

| #351 | 2012年2月12日 13:05 |                                   |                               |                         |                                                                                        |
| #351 | 2012年2月12日 13:05 | サントリー・サンバーズ （6勝7敗） | 0 - 3 (18-25) (20-25) (21-25) | JTサンダーズ （5勝8敗） | 交野市立総合体育施設（いきいきランド交野） 観客数: 1,800人 主審: 大塚達也 副審: 村中伸 |
| #351 | 2012年2月12日 13:05 |                                   |                               |                         | 交野市立総合体育施設（いきいきランド交野） 観客数: 1,800人 主審: 大塚達也 副審: 村中伸 |

| #352 | 2012年2月12日 15:05 |                   |                                       |                                     |                                                                                            |
| #352 | 2012年2月12日 15:05 | FC東京 （5勝8敗） | 1 - 3 (21-25) (23-25) (25-20) (25-27) | パナソニック・パンサーズ （9勝4敗） | 交野市立総合体育施設（いきいきランド交野） 観客数: 2,500人 主審: 阿部広太郎 副審: 印藤智一 |
| #352 | 2012年2月12日 15:05 |                   |                                       |                                     | 交野市立総合体育施設（いきいきランド交野） 観客数: 2,500人 主審: 阿部広太郎 副審: 印藤智一 |

#### 2月18日
| #353 | 2012年2月18日 14:00 |                   |                                               |                                      |                                                          |
| #353 | 2012年2月18日 14:00 | FC東京 （6勝8敗） | 3 - 2 (25-21) (18-25) (25-22) (22-25) (15-12) | 大分三好ヴァイセアドラー （2勝12敗） | 東京体育館 観客数: 2,050人 主審: 田野昭彦 副審: 明井寿枝 |
| #353 | 2012年2月18日 14:00 |                   |                                               |                                      | 東京体育館 観客数: 2,050人 主審: 田野昭彦 副審: 明井寿枝 |

| #354 | 2012年2月18日 16:40 |                            |                                       |                         |                                                            |
| #354 | 2012年2月18日 16:40 | 東レ・アローズ （13勝1敗） | 3 - 1 (23-25) (25-22) (25-21) (25-23) | JTサンダーズ （5勝9敗） | 東京体育館 観客数: 2,170人 主審: 千代延靖夫 副審: 印藤智一 |
| #354 | 2012年2月18日 16:40 |                            |                                       |                         | 東京体育館 観客数: 2,170人 主審: 千代延靖夫 副審: 印藤智一 |

| #355 | 2012年2月18日 14:00 |                                      |                                       |                           |                                                                |
| #355 | 2012年2月18日 14:00 | パナソニック・パンサーズ （10勝4敗） | 3 - 1 (16-25) (25-17) (25-23) (25-21) | 堺ブレイザーズ （8勝6敗） | 山鹿市総合体育館 観客数: 1,700人 主審: 代居正巳 副審: 中馬義朗 |
| #355 | 2012年2月18日 14:00 |                                      |                                       |                           | 山鹿市総合体育館 観客数: 1,700人 主審: 代居正巳 副審: 中馬義朗 |

| #356 | 2012年2月18日 16:40 |                                 |                                       |                                   |                                                              |
| #356 | 2012年2月18日 16:40 | 豊田合成トレフェルサ （5勝9敗） | 1 - 3 (25-21) (26-28) (31-33) (18-25) | サントリー・サンバーズ （7勝7敗） | 山鹿市総合体育館 観客数: 1,909人 主審: 塚本健 副審: 坂本紀一 |
| #356 | 2012年2月18日 16:40 |                                 |                                       |                                   | 山鹿市総合体育館 観客数: 1,909人 主審: 塚本健 副審: 坂本紀一 |

#### 2Legの結果
| 順位 | チーム名                 | 試合数 | 勝数 | 敗数 | 勝率  | 備考           |
| ---- | ------------------------ | ------ | ---- | ---- | ----- | -------------- |
| 1    | 東レ・アローズ           | 7      | 6    | 1    | 0.857 |                |
| 2    | パナソニック・パンサーズ | 7      | 5    | 2    | 0.714 |                |
| 3    | JTサンダーズ             | 7      | 4    | 3    | 0.571 | セット率 0.929 |
| 4    | サントリーサンバーズ     | 7      | 4    | 3    | 0.571 | セット率 0.812 |
| 5    | 豊田合成トレフェルサ     | 7      | 3    | 4    | 0.429 | セット率 1.077 |
| 6    | 堺ブレイザーズ           | 7      | 3    | 4    | 0.429 | セット率 0.929 |
| 7    | FC東京                   | 7      | 3    | 4    | 0.429 | セット率 0.867 |
| 8    | 大分三好ヴァイセアドラー | 7      | 0    | 7    | 0.000 |                |

### 3Leg

#### 2月19日
| #357 | 2012年2月19日 13:00 |                            |                                               |                                      |                                                          |
| #357 | 2012年2月19日 13:00 | 東レ・アローズ （14勝1敗） | 3 - 2 (23-25) (24-26) (25-23) (25-18) (15-11) | 大分三好ヴァイセアドラー （2勝13敗） | 東京体育館 観客数: 1,520人 主審: 明井寿枝 副審: 田野昭彦 |
| #357 | 2012年2月19日 13:00 |                            |                                               |                                      | 東京体育館 観客数: 1,520人 主審: 明井寿枝 副審: 田野昭彦 |

| #358 | 2012年2月19日 15:45 |                   |                                       |                          |                                                            |
| #358 | 2012年2月19日 15:45 | FC東京 （7勝8敗） | 3 - 1 (25-18) (21-25) (25-16) (25-20) | JTサンダーズ （5勝10敗） | 東京体育館 観客数: 1,680人 主審: 印藤智一 副審: 千代延靖夫 |
| #358 | 2012年2月19日 15:45 |                   |                                       |                          | 東京体育館 観客数: 1,680人 主審: 印藤智一 副審: 千代延靖夫 |

| #359 | 2012年2月19日 12:00 |                           |                                               |                                  |                                                                  |
| #359 | 2012年2月19日 12:00 | 堺ブレイザーズ （9勝6敗） | 3 - 2 (25-18) (25-19) (24-26) (19-25) (15-13) | 豊田合成トレフェルサ （5勝10敗） | 熊本県立総合体育館 観客数: 2,300人 主審: 中馬義朗 副審: 坂本紀一 |
| #359 | 2012年2月19日 12:00 |                           |                                               |                                  | 熊本県立総合体育館 観客数: 2,300人 主審: 中馬義朗 副審: 坂本紀一 |

| #360 | 2012年2月19日 15:00 |                                      |                                               |                                   |                                                                |
| #360 | 2012年2月19日 15:00 | パナソニック・パンサーズ （11勝4敗） | 3 - 2 (22-25) (25-21) (22-25) (25-19) (15-12) | サントリー・サンバーズ （7勝8敗） | 熊本県立総合体育館 観客数: 2,575人 主審: 塚本健 副審: 代居正巳 |
| #360 | 2012年2月19日 15:00 |                                      |                                               |                                   | 熊本県立総合体育館 観客数: 2,575人 主審: 塚本健 副審: 代居正巳 |

この日の結果、東レの4位以内が確定し、セミファイナルラウンド進出が決定した。

#### 2月25日
| #361 | 2012年2月25日 14:00 |                          |                               |                                  |                                                                                                  |
| #361 | 2012年2月25日 14:00 | JTサンダーズ （6勝10敗） | 3 - 0 (25-15) (25-23) (25-21) | 豊田合成トレフェルサ （5勝11敗） | 小牧市スポーツ公園総合体育館（パークアリーナ小牧） 観客数: 1,350人 主審: 高橋弘二 副審: 田中昭彦 |
| #361 | 2012年2月25日 14:00 |                          |                               |                                  | 小牧市スポーツ公園総合体育館（パークアリーナ小牧） 観客数: 1,350人 主審: 高橋弘二 副審: 田中昭彦 |

| #362 | 2012年2月25日 16:00 |                                      |                                               |                                      | |
| #362 | 2012年2月25日 16:00 | パナソニック・パンサーズ （12勝4敗） | 3 - 2 (25-22) (25-15) (23-25) (19-25) (15-10) | 大分三好ヴァイセアドラー （2勝14敗） | 小牧市スポーツ公園総合体育館（パークアリーナ小牧） 観客数: 1,080人 主審: グレッグ・ルーオー 副審: 戸川太輔 |
| #362 | 2012年2月25日 16:00 |                                      |                                               |                                      | 小牧市スポーツ公園総合体育館（パークアリーナ小牧） 観客数: 1,080人 主審: グレッグ・ルーオー 副審: 戸川太輔 |

| #363 | 2012年2月25日 14:00 |                            |                                       |                   |                                                                    |
| #363 | 2012年2月25日 14:00 | 堺ブレイザーズ （10勝6敗） | 3 - 1 (25-16) (22-25) (25-22) (25-17) | FC東京 （7勝9敗） | 北九州市立総合体育館 観客数: 2,908人 主審: 中馬義朗 副審: 須藤義宏 |
| #363 | 2012年2月25日 14:00 |                            |                                       |                   | 北九州市立総合体育館 観客数: 2,908人 主審: 中馬義朗 副審: 須藤義宏 |

| #364 | 2012年2月25日 16:25 |                                   |                                       |                            |                                                                    |
| #364 | 2012年2月25日 16:25 | サントリー・サンバーズ （7勝9敗） | 1 - 3 (22-25) (25-20) (25-27) (23-25) | 東レ・アローズ （15勝1敗） | 北九州市立総合体育館 観客数: 1,898人 主審: 塚本健 副審: 阿部広太郎 |
| #364 | 2012年2月25日 16:25 |                                   |                                       |                            | 北九州市立総合体育館 観客数: 1,898人 主審: 塚本健 副審: 阿部広太郎 |

この日の結果、パナソニックがセミファイナルラウンド進出を決定した。

#### 2月26日
| #365 | 2012年2月26日 13:00 |                                      |                               |                                  | |
| #365 | 2012年2月26日 13:00 | パナソニック・パンサーズ （13勝4敗） | 3 - 0 (25-21) (27-25) (25-20) | 豊田合成トレフェルサ （5勝12敗） | 小牧市スポーツ公園総合体育館（パークアリーナ小牧） 観客数: 1,520人 主審: グレッグ・ルーオー 副審: 高橋弘二 |
| #365 | 2012年2月26日 13:00 |                                      |                               |                                  | 小牧市スポーツ公園総合体育館（パークアリーナ小牧） 観客数: 1,520人 主審: グレッグ・ルーオー 副審: 高橋弘二 |

| #366 | 2012年2月26日 15:00 |                                      |                                       |                          |                                                                                                  |
| #366 | 2012年2月26日 15:00 | 大分三好ヴァイセアドラー （2勝15敗） | 1 - 3 (25-20) (11-25) (16-25) (21-25) | JTサンダーズ （7勝10敗） | 小牧市スポーツ公園総合体育館（パークアリーナ小牧） 観客数: 1,150人 主審: 田中昭彦 副審: 戸川太輔 |
| #366 | 2012年2月26日 15:00 |                                      |                                       |                          | 小牧市スポーツ公園総合体育館（パークアリーナ小牧） 観客数: 1,150人 主審: 田中昭彦 副審: 戸川太輔 |

| #367 | 2012年2月26日 13:00 |                            |                               |                                    |                                                                      |
| #367 | 2012年2月26日 13:00 | 堺ブレイザーズ （11勝6敗） | 3 - 0 (28-26) (25-20) (25-21) | サントリー・サンバーズ （7勝10敗） | 北九州市立総合体育館 観客数: 3,430人 主審: 阿部広太郎 副審: 中馬義朗 |
| #367 | 2012年2月26日 13:00 |                            |                               |                                    | 北九州市立総合体育館 観客数: 3,430人 主審: 阿部広太郎 副審: 中馬義朗 |

| #368 | 2012年2月26日 15:10 |                    |                               |                            |                                                                  |
| #368 | 2012年2月26日 15:10 | FC東京 （7勝10敗） | 1 - 3 (21-25) (25-19) (20-25) | 東レ・アローズ （16勝1敗） | 北九州市立総合体育館 観客数: 2,199人 主審: 塚本健 副審: 須藤義宏 |
| #368 | 2012年2月26日 15:10 |                    |                               |                            | 北九州市立総合体育館 観客数: 2,199人 主審: 塚本健 副審: 須藤義宏 |

#### 3月3日
| #369 | 2012年3月3日 14:00 |                                  |                               |                                      |                                                                          |
| #369 | 2012年3月3日 14:00 | サントリーサンバーズ （8勝10敗） | 3 - 0 (25-21) (25-20) (25-22) | 大分三好ヴァイセアドラー （2勝16敗） | 山梨県小瀬スポーツ公園体育館 観客数: 1,500人 主審: 大塚達也 副審: 冨田満 |
| #369 | 2012年3月3日 14:00 |                                  |                               |                                      | 山梨県小瀬スポーツ公園体育館 観客数: 1,500人 主審: 大塚達也 副審: 冨田満 |

| #370 | 2012年3月3日 16:05 |                                  |                               |                    |                                                                          |
| #370 | 2012年3月3日 16:05 | 豊田合成トレフェルサ （5勝13敗） | 0 - 3 (28-30) (23-25) (20-25) | FC東京 （8勝10敗） | 山梨県小瀬スポーツ公園体育館 観客数: 1,500人 主審: 澤達大 副審: 村上成司 |
| #370 | 2012年3月3日 16:05 |                                  |                               |                    | 山梨県小瀬スポーツ公園体育館 観客数: 1,500人 主審: 澤達大 副審: 村上成司 |

| #371 | 2012年3月3日 14:00 |                            |                                              |                                    |                                                                                |
| #371 | 2012年3月3日 14:00 | 東レ・アローズ （16勝2敗） | 2 - 3 (27-25) (22-25) (25-16) (21-25) (9-15) | パナソニックパンサーズ （14勝4敗） | 呉市総合体育館（オークアリーナ） 観客数: 2,000人 主審: 小野将人 副審: 石井洋壮 |
| #371 | 2012年3月3日 14:00 |                            |                                              |                                    | 呉市総合体育館（オークアリーナ） 観客数: 2,000人 主審: 小野将人 副審: 石井洋壮 |

| #372 | 2012年3月3日 16:40 |                            |                               |                          |                                                                              |
| #372 | 2012年3月3日 16:40 | 堺ブレイザーズ （12勝6敗） | 3 - 1 (28-30) (25-21) (25-18) | JTサンダーズ （7勝11敗） | 呉市総合体育館（オークアリーナ） 観客数: 2,000人 主審: 村中伸 副審: 山本和良 |
| #372 | 2012年3月3日 16:40 |                            |                               |                          | 呉市総合体育館（オークアリーナ） 観客数: 2,000人 主審: 村中伸 副審: 山本和良 |

この日の結果、堺がセミファイナルラウンド進出を決定した。

#### 3月4日
| #373 | 2012年3月4日 12:00 |                                  |                                       |                    |                                                                          |
| #373 | 2012年3月4日 12:00 | サントリーサンバーズ （9勝10敗） | 3 - 1 (25-21) (16-25) (25-14) (25-18) | FC東京 （8勝11敗） | 山梨県小瀬スポーツ公園体育館 観客数: 1,509人 主審: 村上成司 副審: 澤達大 |
| #373 | 2012年3月4日 12:00 |                                  |                                       |                    | 山梨県小瀬スポーツ公園体育館 観客数: 1,509人 主審: 村上成司 副審: 澤達大 |

| #374 | 2012年3月4日 14:25 |                                  |                                       |                                      |                                                                          |
| #374 | 2012年3月4日 14:25 | 豊田合成トレフェルサ （6勝13敗） | 3 - 1 (21-25) (26-24) (25-15) (25-16) | 大分三好ヴァイセアドラー （2勝17敗） | 山梨県小瀬スポーツ公園体育館 観客数: 1,509人 主審: 冨田満 副審: 大塚達也 |
| #374 | 2012年3月4日 14:25 |                                  |                                       |                                      | 山梨県小瀬スポーツ公園体育館 観客数: 1,509人 主審: 冨田満 副審: 大塚達也 |

| #375 | 2012年3月4日 13:00 |                            |                               |                            |                                                                              |
| #375 | 2012年3月4日 13:00 | 堺ブレイザーズ （12勝7敗） | 0 - 3 (23-25) (18-25) (21-25) | 東レ・アローズ （17勝2敗） | 呉市総合体育館（オークアリーナ） 観客数: 1,800人 主審: 石井洋壮 副審: 村中伸 |
| #375 | 2012年3月4日 13:00 |                            |                               |                            | 呉市総合体育館（オークアリーナ） 観客数: 1,800人 主審: 石井洋壮 副審: 村中伸 |

| #376 | 2012年3月4日 15:00 |                                    |                                       |                          |                                                                                |
| #376 | 2012年3月4日 15:00 | パナソニックパンサーズ （15勝4敗） | 3 - 2 (25-18) (23-25) (25-18) (15-13) | JTサンダーズ （7勝12敗） | 呉市総合体育館（オークアリーナ） 観客数: 2,000人 主審: 山本和良 副審: 小野将人 |
| #376 | 2012年3月4日 15:00 |                                    |                                       |                          | 呉市総合体育館（オークアリーナ） 観客数: 2,000人 主審: 山本和良 副審: 小野将人 |

#### 3月10日
| #377 | 2012年3月10日 13:07 |                            |                               |                                    |                                                              |
| #377 | 2012年3月10日 13:07 | 堺ブレイザーズ （12勝8敗） | 0 - 3 (17-25) (22-25) (20-25) | パナソニックパンサーズ （16勝4敗） | 新日鐵堺体育館 観客数: 1,500人 主審: 小野将人 副審: 村上成司 |
| #377 | 2012年3月10日 13:07 |                            |                               |                                    | 新日鐵堺体育館 観客数: 1,500人 主審: 小野将人 副審: 村上成司 |

| #378 | 2012年3月10日 15:10 |                    |                               |                                      |                                                            |
| #378 | 2012年3月10日 15:10 | FC東京 （8勝12敗） | 0 - 3 (20-25) (22-25) (21-25) | 大分三好ヴァイセアドラー （3勝17敗） | 新日鐵堺体育館 観客数: 1,100人 主審: 塚本健 副審: 石井洋壮 |
| #378 | 2012年3月10日 15:10 |                    |                               |                                      | 新日鐵堺体育館 観客数: 1,100人 主審: 塚本健 副審: 石井洋壮 |

| #379 | 2012年3月10日 14:05 |                                   |                               |                          |                                                                        |
| #379 | 2012年3月10日 14:05 | サントリーサンバーズ （10勝10敗） | 3 - 0 (25-20) (25-23) (25-17) | JTサンダーズ （7勝13敗） | 守口市民体育館 観客数: 1,200人 主審: 印藤智一 副審: グレッグ・ルーオー |
| #379 | 2012年3月10日 14:05 |                                   |                               |                          | 守口市民体育館 観客数: 1,200人 主審: 印藤智一 副審: グレッグ・ルーオー |

| #380 | 2012年3月10日 16:05 |                                  |                               |                            |                                                          |
| #380 | 2012年3月10日 16:05 | 豊田合成トレフェルサ （6勝14敗） | 0 - 3 (24-26) (19-25) (22-25) | 東レ・アローズ （18勝2敗） | 守口市民体育館 観客数: 950人 主審: 江下毅 副審: 中馬義朗 |
| #380 | 2012年3月10日 16:05 |                                  |                               |                            | 守口市民体育館 観客数: 950人 主審: 江下毅 副審: 中馬義朗 |

#### 3月11日
| #381 | 2012年3月11日 13:00 |                            |                               |                                      |                                                              |
| #381 | 2012年3月11日 13:00 | 堺ブレイザーズ （13勝8敗） | 3 - 0 (25-22) (27-25) (25-17) | 大分三好ヴァイセアドラー （3勝18敗） | 新日鐵堺体育館 観客数: 1,500人 主審: 村上成司 副審: 小野将人 |
| #381 | 2012年3月11日 13:00 |                            |                               |                                      | 新日鐵堺体育館 観客数: 1,500人 主審: 村上成司 副審: 小野将人 |

| #382 | 2012年3月11日 15:15 |                    |                                               |                                    |                                                            |
| #382 | 2012年3月11日 15:15 | FC東京 （8勝13敗） | 2 - 3 (22-25) (25-23) (16-25) (25-18) (10-15) | パナソニックパンサーズ （17勝4敗） | 新日鐵堺体育館 観客数: 1,050人 主審: 石井洋壮 副審: 塚本健 |
| #382 | 2012年3月11日 15:15 |                    |                                               |                                    | 新日鐵堺体育館 観客数: 1,050人 主審: 石井洋壮 副審: 塚本健 |

| #383 | 2012年3月11日 13:05 |                                  |                               |                                   |                                                                        |
| #383 | 2012年3月11日 13:05 | 豊田合成トレフェルサ （7勝14敗） | 3 - 0 (25-19) (25-23) (25-19) | サントリーサンバーズ （10勝11敗） | 守口市民体育館 観客数: 1,050人 主審: グレッグ・ルーオー 副審: 印藤智一 |
| #383 | 2012年3月11日 13:05 |                                  |                               |                                   | 守口市民体育館 観客数: 1,050人 主審: グレッグ・ルーオー 副審: 印藤智一 |

| #384 | 2012年3月11日 15:05 |                          |                                       |                            |                                                            |
| #384 | 2012年3月11日 15:05 | JTサンダーズ （7勝14敗） | 1 - 3 (25-19) (22-25) (19-25) (21-25) | 東レ・アローズ （19勝2敗） | 守口市民体育館 観客数: 1,100人 主審: 中馬義朗 副審: 江下毅 |
| #384 | 2012年3月11日 15:05 |                          |                                       |                            | 守口市民体育館 観客数: 1,100人 主審: 中馬義朗 副審: 江下毅 |

#### 3Legの結果
| 順位 | チーム名                 | 試合数 | 勝数 | 敗数 | 勝率  | 備考                        |
| ---- | ------------------------ | ------ | ---- | ---- | ----- | --------------------------- |
| 1    | パナソニック・パンサーズ | 7      | 7    | 0    | 1.000 |                             |
| 2    | 東レ・アローズ           | 7      | 6    | 1    | 0.857 |                             |
| 3    | 堺ブレイザーズ           | 7      | 5    | 2    | 0.714 |                             |
| 4    | サントリーサンバーズ     | 7      | 3    | 4    | 0.429 |                             |
| 5    | JTサンダーズ             | 7      | 2    | 5    | 0.286 | セット率 0.688 得点率 0.953 |
| 6    | FC東京                   | 7      | 2    | 5    | 0.286 | セット率 0.688 得点率 0.948 |
| 7    | 豊田合成トレフェルサ     | 7      | 2    | 5    | 0.286 | セット率 0.500              |
| 8    | 大分三好ヴァイセアドラー | 7      | 1    | 6    | 0.143 |                             |

### レギュラーラウンドの結果
| 順位 | チーム名                 | 試合数 | 勝数 | 敗数 | 勝率  | 備考           |
| ---- | ------------------------ | ------ | ---- | ---- | ----- | -------------- |
| 1    | 東レ・アローズ           | 21     | 19   | 2    | 0.905 |                |
| 2    | パナソニック・パンサーズ | 21     | 17   | 4    | 0.810 |                |
| 3    | 堺ブレイザーズ           | 21     | 13   | 8    | 0.619 |                |
| 4    | サントリーサンバーズ     | 21     | 10   | 11   | 0.476 |                |
| 5    | FC東京                   | 21     | 8    | 13   | 0.381 |                |
| 6    | 豊田合成トレフェルサ     | 21     | 7    | 14   | 0.333 | セット率 0.723 |
| 7    | JTサンダーズ             | 21     | 7    | 14   | 0.333 | セット率 0.714 |
| 8    | 大分三好ヴァイセアドラー | 21     | 3    | 18   | 0.143 |                |

### セミファイナルラウンド

#### 3月16日
| #401 | 2012年3月16日 16:00 |                              |                               |                        |                                                                |
| #401 | 2012年3月16日 16:00 | サントリーサンバーズ （1敗） | 0 - 3 (14-25) (23-25) (25-27) | 東レ・アローズ （1勝） | 花巻市総合体育館 観客数: 1,150人 主審: 山本和良 副審: 村上成司 |
| #401 | 2012年3月16日 16:00 |                              |                               |                        | 花巻市総合体育館 観客数: 1,150人 主審: 山本和良 副審: 村上成司 |

| #402 | 2012年3月16日 18:00 |                        |                                       |                                |                                                              |
| #402 | 2012年3月16日 18:00 | 堺ブレイザーズ （1勝） | 3 - 2 (25-22) (25-21) (22-25) (15-12) | パナソニックパンサーズ （1敗） | 花巻市総合体育館 観客数: 2,180人 主審: 印藤智一 副審: 村中伸 |
| #402 | 2012年3月16日 18:00 |                        |                                       |                                | 花巻市総合体育館 観客数: 2,180人 主審: 印藤智一 副審: 村中伸 |

#### 3月17日
| #403 | 2012年3月17日 14:00 |                                   |                               |                           |                                                                |
| #403 | 2012年3月17日 14:00 | パナソニックパンサーズ （1勝1敗） | 3 - 0 (26-24) (25-19) (25-14) | 東レ・アローズ （1勝1敗） | 花巻市総合体育館 観客数: 2,700人 主審: 村上成司 副審: 大塚達也 |
| #403 | 2012年3月17日 14:00 |                                   |                               |                           | 花巻市総合体育館 観客数: 2,700人 主審: 村上成司 副審: 大塚達也 |

| #404 | 2012年3月17日 16:00 |                                 |                                               |                           |                                                              |
| #404 | 2012年3月17日 16:00 | サントリーサンバーズ （1勝1敗） | 3 - 2 (25-15) (24-26) (27-25) (22-25) (16-14) | 堺ブレイザーズ （1勝1敗） | 花巻市総合体育館 観客数: 2,930人 主審: 村中伸 副審: 山本和良 |
| #404 | 2012年3月17日 16:00 |                                 |                                               |                           | 花巻市総合体育館 観客数: 2,930人 主審: 村中伸 副審: 山本和良 |

#### 3月18日
| #405 | 2012年3月18日 13:00 |                           |                                       |                           |                                                                |
| #405 | 2012年3月18日 13:00 | 堺ブレイザーズ （1勝2敗） | 1 - 3 (14-25) (20-25) (25-22) (15-25) | 東レ・アローズ （2勝1敗） | 花巻市総合体育館 観客数: 3,150人 主審: 大塚達也 副審: 印藤智一 |
| #405 | 2012年3月18日 13:00 |                           |                                       |                           | 花巻市総合体育館 観客数: 3,150人 主審: 大塚達也 副審: 印藤智一 |

| #406 | 2012年3月18日 15:40 |                                 |                                       |                                   |                                                              |
| #406 | 2012年3月18日 15:40 | サントリーサンバーズ （1勝2敗） | 1 - 3 (20-25) (28-26) (23-25) (20-25) | パナソニックパンサーズ （2勝1敗） | 花巻市総合体育館 観客数: 3,285人 主審: 村上成司 副審: 村中伸 |
| #406 | 2012年3月18日 15:40 |                                 |                                       |                                   | 花巻市総合体育館 観客数: 3,285人 主審: 村上成司 副審: 村中伸 |

### ファイナルラウンド

#### 3月25日
3位決定戦
| #411 | 2012年3月25日 12:00 |                      |                                       |                |                                                                         |
| #411 | 2012年3月25日 12:00 | サントリーサンバーズ | 3 - 1 (25-20) (18-25) (25-20) (25-13) | 堺ブレイザーズ | 国立代々木競技場第1体育館 観客数: 3,000人 主審: 山本和良 副審: 小野将人 |
| #411 | 2012年3月25日 12:00 |                      |                                       |                | 国立代々木競技場第1体育館 観客数: 3,000人 主審: 山本和良 副審: 小野将人 |

優勝決定戦
| #412 | 2012年3月25日 16:20 |                |                                               |                          |                                                                         |
| #412 | 2012年3月25日 16:20 | 東レ・アローズ | 2 - 3 (22-25) (24-26) (43-41) (25-20) (11-15) | パナソニック・パンサーズ | 国立代々木競技場第1体育館 観客数: 6,000人 主審: 印藤智一 副審: 村上成司 |
| #412 | 2012年3月25日 16:20 |                |                                               |                          | 国立代々木競技場第1体育館 観客数: 6,000人 主審: 印藤智一 副審: 村上成司 |

### 最終順位
| 順位   | チーム名                 | 備考         |
| ------ | ------------------------ | ------------ |
| 優勝   | パナソニック・パンサーズ | 2年ぶり3回目 |
| 準優勝 | 東レ・アローズ           |              |
| 3      | サントリーサンバーズ     |              |
| 4      | 堺ブレイザーズ           |              |
| 5      | FC東京                   |              |
| 6      | 豊田合成トレフェルサ     |              |
| 7      | JTサンダーズ             | 入替戦へ     |
| 8      | 大分三好ヴァイセアドラー | 入替戦へ     |

### 個人賞
| No. | 賞名             | 受賞者               | 所属チーム               | 備考                |
| --- | ---------------- | -------------------- | ------------------------ | ------------------- |
| 1   | 優勝監督賞       | 南部正司             | パナソニック・パンサーズ |                     |
| 2   | 最高殊勲選手賞   | 福澤達哉             | パナソニック・パンサーズ |                     |
| 3   | 敢闘賞           | 米山裕太             | 東レ・アローズ           |                     |
| 4   | 最優秀新人賞     | 手塚大               | FC東京                   |                     |
| 5   | ベスト6          | 清水邦広             | パナソニック・パンサーズ |                     |
| 5   | ベスト6          | 福澤達哉             | パナソニック・パンサーズ |                     |
| 5   | ベスト6          | デヤン・ボヨビッチ   | 東レ・アローズ           |                     |
| 5   | ベスト6          | 富松崇彰             | 東レ・アローズ           |                     |
| 5   | ベスト6          | 松本慶彦             | 堺ブレイザーズ           |                     |
| 5   | ベスト6          | 宇佐美大輔           | パナソニック・パンサーズ |                     |
| 6   | ベストリベロ賞   | 永野健               | パナソニック・パンサーズ |                     |
| 7   | レシーブ賞       | 米山裕太             | 東レ・アローズ           |                     |
| 8   | 得点王           | ジェームス・オンテレ | 大分三好ヴァイセアドラー | 総得点=518点        |
| 9   | スパイク賞       | 松本慶彦             | 堺ブレイザーズ           | 決定率=59.3%        |
| 10  | ブロック賞       | 富松崇彰             | 東レ・アローズ           | 決定本数=1.12本/set |
| 11  | サーブ賞         | 手塚大               | FC東京                   | 効果率=19.1%        |
| 12  | サーブレシーブ賞 | 永野健               | パナソニックパンサーズ   | 成功率=73.7%        |

### Vチャレンジ・マッチ（入替戦）

#### 3月31日
| #451 | 2012年3月31日 14:10 |                                                |                                       |                                                    |                                                                              |
| #451 | 2012年3月31日 14:10 | 大分三好ヴァイセアドラー （プレミアリーグ8位） | 1 - 3 (26-28) (23-25) (26-24) (22-25) | つくばユナイテッドSun GAIA （チャレンジリーグ1位） | 大和スポーツセンター体育会館 観客数: 1,000人 主審: 田野昭彦 副審: 阿部広太郎 |
| #451 | 2012年3月31日 14:10 |                                                |                                       |                                                    | 大和スポーツセンター体育会館 観客数: 1,000人 主審: 田野昭彦 副審: 阿部広太郎 |

| #452 | 2012年3月31日 16:45 |                                    |                                       |                                            |                                                                          |
| #452 | 2012年3月31日 16:45 | JTサンダーズ （プレミアリーグ7位） | 3 - 1 (25-23) (19-25) (25-19) (25-22) | ジェイテクトSTINGS （チャレンジリーグ2位） | 大和スポーツセンター体育会館 観客数: 1,200人 主審: 大塚達也 副審: 澤達大 |
| #452 | 2012年3月31日 16:45 |                                    |                                       |                                            | 大和スポーツセンター体育会館 観客数: 1,200人 主審: 大塚達也 副審: 澤達大 |

#### 4月1日
| #453 | 2012年4月1日 14:00 |                                                |                       |                                                    |                                                                          |
| #453 | 2012年4月1日 14:00 | 大分三好ヴァイセアドラー （プレミアリーグ8位） | 3 - 0 (25-20) (25-23) | つくばユナイテッドSun GAIA （チャレンジリーグ1位） | 大和スポーツセンター体育会館 観客数: 1,700人 主審: 澤達大 副審: 大塚達也 |
| #453 | 2012年4月1日 14:00 |                                                |                       |                                                    | 大和スポーツセンター体育会館 観客数: 1,700人 主審: 澤達大 副審: 大塚達也 |

| #454 | 2012年4月1日 16:00 |                                    |                                       |                                            |                                                                              |
| #454 | 2012年4月1日 16:00 | JTサンダーズ （プレミアリーグ7位） | 3 - 1 (25-14) (25-16) (22-25) (25-22) | ジェイテクトSTINGS （チャレンジリーグ2位） | 大和スポーツセンター体育会館 観客数: 1,400人 主審: 阿部広太郎 副審: 田野昭彦 |
| #454 | 2012年4月1日 16:00 |                                    |                                       |                                            | 大和スポーツセンター体育会館 観客数: 1,400人 主審: 阿部広太郎 副審: 田野昭彦 |

JTは2連勝で残留が決定、大分三好とつくばユナイテッドは1勝1敗となったが、セット率で大分三好の残留が決定した。

## 女子

### 参加チーム
| 順位 | チーム名                   | 備考 |
| ---- | -------------------------- | ---- |
| 1    | JTマーヴェラス             |      |
| 2    | 東レ・アローズ             |      |
| 3    | 久光製薬スプリングス       |      |
| 4    | NECレッドロケッツ          |      |
| 5    | トヨタ車体クインシーズ     |      |
| 6    | デンソー・エアリービーズ   |      |
| 7    | パイオニアレッドウィングス |      |
| 8    | 岡山シーガルズ             |      |

### 1Leg

#### 12月10日
| #501 | 2011年12月10日 14:05 |                        |                                       |                        |                                                                                          |
| #501 | 2011年12月10日 14:05 | 岡山シーガルズ （1敗） | 1 - 3 (22-25) (12-25) (31-29) (22-25) | JTマーヴェラス （1勝） | 岡山県総合グラウンド体育館(桃太郎アリーナ) 観客数: 4,000人 主審: 石井洋壮 副審: 小野将人 |
| #501 | 2011年12月10日 14:05 |                        |                                       |                        | 岡山県総合グラウンド体育館(桃太郎アリーナ) 観客数: 4,000人 主審: 石井洋壮 副審: 小野将人 |

| #502 | 2011年12月10日 16:40 |                                  |                               |                                    |                                                                                          |
| #502 | 2011年12月10日 16:40 | デンソー・エアリービーズ （1勝） | 3 - 0 (25-22) (25-17) (25-20) | パイオニアレッドウィングス （1敗） | 岡山県総合グラウンド体育館(桃太郎アリーナ) 観客数: 2,000人 主審: 江下毅 副審: 千代延靖夫 |
| #502 | 2011年12月10日 16:40 |                                  |                               |                                    | 岡山県総合グラウンド体育館(桃太郎アリーナ) 観客数: 2,000人 主審: 江下毅 副審: 千代延靖夫 |

#### 12月11日
| #503 | 2011年12月10日 13:05 |                           |                               |                        |                                                                                          |
| #503 | 2011年12月10日 13:05 | NECレッドロケッツ （1敗） | 0 - 3 (21-25) (15-25) (20-25) | 東レ・アローズ （1勝） | 岡山県総合グラウンド体育館(桃太郎アリーナ) 観客数: 4,200人 主審: 小野将人 副審: 石井洋壮 |
| #503 | 2011年12月10日 13:05 |                           |                               |                        | 岡山県総合グラウンド体育館(桃太郎アリーナ) 観客数: 4,200人 主審: 小野将人 副審: 石井洋壮 |

| #504 | 2011年12月10日 15:00 |                                |                               |                              |                                                                                          |
| #504 | 2011年12月10日 15:00 | トヨタ車体クインシーズ （1敗） | 1 - 3 (16-25) (26-24) (20-25) | 久光製薬スプリングス （1勝） | 岡山県総合グラウンド体育館(桃太郎アリーナ) 観客数: 4,800人 主審: 千代延靖夫 副審: 江下毅 |
| #504 | 2011年12月10日 15:00 |                                |                               |                              | 岡山県総合グラウンド体育館(桃太郎アリーナ) 観客数: 4,800人 主審: 千代延靖夫 副審: 江下毅 |

#### 12月24日
| #505 | 2011年12月24日 14:00 |                        |                                               |                                 |                                                              |
| #505 | 2011年12月24日 14:00 | 東レ・アローズ （2勝） | 3 - 2 (25-20) (22-25) (25-22) (22-25) (15-11) | 久光製薬スプリングス （1勝1敗） | 徳島市立体育館 観客数: 1,754人 主審: 田野敏彦 副審: 田中昭彦 |
| #505 | 2011年12月24日 14:00 |                        |                                               |                                 | 徳島市立体育館 観客数: 1,754人 主審: 田野敏彦 副審: 田中昭彦 |

| #506 | 2011年12月24日 16:41 |                           |                                               |                           |                                                            |
| #506 | 2011年12月24日 16:41 | NECレッドロケッツ （2敗） | 2 - 3 (21-25) (25-19) (16-25) (25-18) (10-15) | 岡山シーガルズ （1勝1敗） | 徳島市立体育館 観客数: 2,030人 主審: 江下毅 副審: 石井洋壮 |
| #506 | 2011年12月24日 16:41 |                           |                                               |                           | 徳島市立体育館 観客数: 2,030人 主審: 江下毅 副審: 石井洋壮 |

| #507 | 2011年12月24日 14:00 |                                    |                               |                        |                                                              |
| #507 | 2011年12月24日 14:00 | パイオニアレッドウィングス （2敗） | 0 - 3 (21-25) (20-25) (23-25) | JTマーヴェラス （2勝） | 延岡市民体育館 観客数: 2,081人 主審: 中馬義郎 副審: 坂本紀一 |
| #507 | 2011年12月24日 14:00 |                                    |                               |                        | 延岡市民体育館 観客数: 2,081人 主審: 中馬義郎 副審: 坂本紀一 |

| #508 | 2011年12月24日 16:05 |                                |                               |                                  |                                                              |
| #508 | 2011年12月24日 16:05 | トヨタ車体クインシーズ （2敗） | 0 - 3 (21-25) (16-25) (22-25) | デンソー・エアリービーズ （2勝） | 延岡市民体育館 観客数: 2,160人 主審: 大塚達也 副審: 山本晋吾 |
| #508 | 2011年12月24日 16:05 |                                |                               |                                  | 延岡市民体育館 観客数: 2,160人 主審: 大塚達也 副審: 山本晋吾 |

#### 12月25日
| #509 | 2011年12月25日 13:00 |                                 |                               |                           |                                                            |
| #509 | 2011年12月25日 13:00 | 久光製薬スプリングス （2勝1敗） | 3 - 0 (25-20) (25-22) (25-17) | NECレッドロケッツ （3敗） | 徳島市立体育館 観客数: 2,100人 主審: 石井洋壮 副審: 江下毅 |
| #509 | 2011年12月25日 13:00 |                                 |                               |                           | 徳島市立体育館 観客数: 2,100人 主審: 石井洋壮 副審: 江下毅 |

| #510 | 2011年12月25日 |                           |                                      |                           |                                                              |
| #510 | 2011年12月25日 | 東レ・アローズ （2勝1敗） | 2 - 3 (25-16) (20-25) (25-9) (10-15) | 岡山シーガルズ （2勝1敗） | 徳島市立体育館 観客数: 2,140人 主審: 田中昭彦 副審: 田野敏彦 |
| #510 | 2011年12月25日 |                           |                                      |                           | 徳島市立体育館 観客数: 2,140人 主審: 田中昭彦 副審: 田野敏彦 |

| #511 | 2011年12月25日 13:00 |                                   |                                       |                                    |                                                              |
| #511 | 2011年12月25日 13:00 | トヨタ車体クインシーズ （1勝2敗） | 3 - 1 (19-25) (26-24) (25-22) (25-16) | パイオニアレッドウィングス （3敗） | 高千穂町武道館 観客数: 1,569人 主審: 大塚達也 副審: 坂本紀一 |
| #511 | 2011年12月25日 13:00 |                                   |                                       |                                    | 高千穂町武道館 観客数: 1,569人 主審: 大塚達也 副審: 坂本紀一 |

| #512 | 2011年12月25日 15:30 |                           |                       |                                  |                                                              |
| #512 | 2011年12月25日 15:30 | JTマーヴェラス （2勝1敗） | 0 - 3 (20-25) (15-25) | デンソー・エアリービーズ （3勝） | 高千穂町武道館 観客数: 1,751人 主審: 山本晋五 副審: 中馬義郎 |
| #512 | 2011年12月25日 15:30 |                           |                       |                                  | 高千穂町武道館 観客数: 1,751人 主審: 山本晋五 副審: 中馬義郎 |

#### 1月7日
2011年12月31日に没した松平康隆の冥福を祈り、マッチナンバー#513および#515の試合開始前に黙祷が捧げられた。
| #513 | 2012年1月7日 14:00 |                                       |                                               |                           |                                                              |
| #513 | 2012年1月7日 14:00 | パイオニアレッドウィングス （1勝3敗） | 3 - 2 (24-26) (25-22) (18-25) (25-20) (15-11) | NECレッドロケッツ （4敗） | 西尾市総合体育館 観客数: 1,680人 主審: 村中伸 副審: 柘植知則 |
| #513 | 2012年1月7日 14:00 |                                       |                                               |                           | 西尾市総合体育館 観客数: 1,680人 主審: 村中伸 副審: 柘植知則 |

| #514 | 2012年1月7日 17:00 |                           |                                              |                                     |                                                                |
| #514 | 2012年1月7日 17:00 | 東レ・アローズ （3勝1敗） | 3 - 2 (25-12) (25-19) (18-25) (27-29) (15-8) | デンソー・エアリービーズ （3勝1敗） | 西尾市総合体育館 観客数: 1,870人 主審: 明井寿枝 副審: 高橋弘二 |
| #514 | 2012年1月7日 17:00 |                           |                                              |                                     | 西尾市総合体育館 観客数: 1,870人 主審: 明井寿枝 副審: 高橋弘二 |

| #515 | 2012年1月7日 14:05 |                                   |                               |                           |                                                              |
| #515 | 2012年1月7日 14:05 | トヨタ車体クインシーズ （1勝3敗） | 0 - 3 (22-25) (25-27) (12-25) | 岡山シーガルズ （3勝1敗） | 大阪府立体育会館 観客数: 2,700人 主審: 西中野健 副審: 江下毅 |
| #515 | 2012年1月7日 14:05 |                                   |                               |                           | 大阪府立体育会館 観客数: 2,700人 主審: 西中野健 副審: 江下毅 |

| #516 | 2012年1月7日 16:05 |                           |                                       |                                 |                                                                |
| #516 | 2012年1月7日 16:05 | JTマーヴェラス （3勝1敗） | 3 - 1 (25-14) (25-22) (12-25) (25-23) | 久光製薬スプリングス （2勝2敗） | 大阪府立体育会館 観客数: 3,500人 主審: 印藤智一 副審: 北村友香 |
| #516 | 2012年1月7日 16:05 |                           |                                       |                                 | 大阪府立体育会館 観客数: 3,500人 主審: 印藤智一 副審: 北村友香 |

#### 1月8日
| #517 | 2012年1月8日 13:00 |                           |                                      |                                       |                                                                |
| #517 | 2012年1月8日 13:00 | 東レ・アローズ （4勝1敗） | 3 - 1 (25-21) (23-25) (25-8) (25-10) | パイオニアレッドウィングス （1勝4敗） | 西尾市総合体育館 観客数: 2,170人 主審: 高橋弘二 副審: 戸川太輔 |
| #517 | 2012年1月8日 13:00 |                           |                                      |                                       | 西尾市総合体育館 観客数: 2,170人 主審: 高橋弘二 副審: 戸川太輔 |

| #518 | 2012年1月8日 15:20 |                           |                                       |                                     |                                                              |
| #518 | 2012年1月8日 15:20 | NECレッドロケッツ （5敗） | 1 - 3 (25-23) (19-25) (20-25) (14-25) | デンソー・エアリービーズ （4勝1敗） | 西尾市総合体育館 観客数: 2,050人 主審: 村中伸 副審: 明井寿枝 |
| #518 | 2012年1月8日 15:20 |                           |                                       |                                     | 西尾市総合体育館 観客数: 2,050人 主審: 村中伸 副審: 明井寿枝 |

| #519 | 2012年1月8日 13:05 |                                 |                                       |                           |                                                              |
| #519 | 2012年1月8日 13:05 | 久光製薬スプリングス （3勝2敗） | 3 - 1 (25-11) (20-25) (25-11) (25-18) | 岡山シーガルズ （3勝2敗） | 大阪府立体育会館 観客数: 2,400人 主審: 江下毅 副審: 西中野健 |
| #519 | 2012年1月8日 13:05 |                                 |                                       |                           | 大阪府立体育会館 観客数: 2,400人 主審: 江下毅 副審: 西中野健 |

| #520 | 2012年1月8日 15:15 |                           |                               |                                   |                                                                |
| #520 | 2012年1月8日 15:15 | JTマーヴェラス （3勝2敗） | 0 - 3 (18-25) (21-25) (20-25) | トヨタ車体クインシーズ （2勝3敗） | 大阪府立体育会館 観客数: 2,300人 主審: 北村友香 副審: 印藤智一 |
| #520 | 2012年1月8日 15:15 |                           |                               |                                   | 大阪府立体育会館 観客数: 2,300人 主審: 北村友香 副審: 印藤智一 |

#### 1月14日
| #521 | 2012年1月14日 13:05 |                                   |                               |                           |                                                              |
| #521 | 2012年1月14日 13:05 | トヨタ車体クインシーズ （3勝3敗） | 3 - 0 (25-21) (25-18) (25-22) | NECレッドロケッツ （6敗） | 滋賀県立体育館 観客数: 3,110人 主審: 田野敏彦 副審: 佐野裕基 |
| #521 | 2012年1月14日 13:05 |                                   |                               |                           | 滋賀県立体育館 観客数: 3,110人 主審: 田野敏彦 副審: 佐野裕基 |

| #522 | 2012年1月14日 15:05 |                           |                                               |                           |                                                                        |
| #522 | 2012年1月14日 15:05 | 東レ・アローズ （5勝1敗） | 3 - 2 (25-21) (19-25) (16-25) (25-20) (15-13) | JTマーヴェラス （3勝3敗） | 滋賀県立体育館 観客数: 3,110人 主審: 山本和良 副審: グレッグ・ルーオー |
| #522 | 2012年1月14日 15:05 |                           |                                               |                           | 滋賀県立体育館 観客数: 3,110人 主審: 山本和良 副審: グレッグ・ルーオー |

| #523 | 2012年1月14日 14:00 |                                       |                               |                                 |                                                                                                   |
| #523 | 2012年1月14日 14:00 | パイオニアレッドウィングス （1勝5敗） | 0 - 3 (15-25) (21-25) (22-25) | 久光製薬スプリングス （4勝2敗） | 岡山県総合グラウンド体育館（桃太郎アリーナ） 観客数: 1,800人 主審: Heung Fai LEE 副審: 千代延靖夫 |
| #523 | 2012年1月14日 14:00 |                                       |                               |                                 | 岡山県総合グラウンド体育館（桃太郎アリーナ） 観客数: 1,800人 主審: Heung Fai LEE 副審: 千代延靖夫 |

| #524 | 2012年1月14日 16:05 |                           |                               |                                     |                                                                                          |
| #524 | 2012年1月14日 16:05 | 岡山シーガルズ （3勝3敗） | 0 - 3 (22-25) (23-25) (17-25) | デンソー・エアリービーズ （5勝1敗） | 岡山県総合グラウンド体育館（桃太郎アリーナ） 観客数: 2,100人 主審: 塚本健 副審: 西中野健 |
| #524 | 2012年1月14日 16:05 |                           |                               |                                     | 岡山県総合グラウンド体育館（桃太郎アリーナ） 観客数: 2,100人 主審: 塚本健 副審: 西中野健 |

#### 1月15日
| #525 | 2012年1月15日 13:05 |                           |                                               |                           |                                                              |
| #525 | 2012年1月15日 13:05 | NECレッドロケッツ （7敗） | 2 - 3 (11-25) (25-18) (23-25) (25-22) (11-15) | JTマーヴェラス （4勝3敗） | 滋賀県立体育館 観客数: 3,100人 主審: 山本和良 副審: 佐野裕基 |
| #525 | 2012年1月15日 13:05 |                           |                                               |                           | 滋賀県立体育館 観客数: 3,100人 主審: 山本和良 副審: 佐野裕基 |

| #526 | 2012年1月15日 15:45 |                           |                               |                                   |                                                                        |
| #526 | 2012年1月15日 15:45 | 東レ・アローズ （6勝1敗） | 3 - 0 (25-17) (26-24) (25-15) | トヨタ車体クインシーズ （3勝4敗） | 滋賀県立体育館 観客数: 3,100人 主審: グレッグ・ルーオー 副審: 田野敏彦 |
| #526 | 2012年1月15日 15:45 |                           |                               |                                   | 滋賀県立体育館 観客数: 3,100人 主審: グレッグ・ルーオー 副審: 田野敏彦 |

| #527 | 2012年1月15日 13:00 |                                     |                                       |                                 |                                                                                            |
| #527 | 2012年1月15日 13:00 | デンソー・エアリービーズ （6勝1敗） | 3 - 3 (20-25) (25-21) (25-14) (25-19) | 久光製薬スプリングス （4勝3敗） | 岡山県総合グラウンド体育館（桃太郎アリーナ） 観客数: 2,200人 主審: 千代延靖夫 副審: 塚本健 |
| #527 | 2012年1月15日 13:00 |                                     |                                       |                                 | 岡山県総合グラウンド体育館（桃太郎アリーナ） 観客数: 2,200人 主審: 千代延靖夫 副審: 塚本健 |

| #528 | 2012年1月15日 15:25 |                           |                               |                                       |                                                                                                 |
| #528 | 2012年1月15日 15:25 | 岡山シーガルズ （4勝3敗） | 3 - 0 (25-22) (25-23) (25-17) | パイオニアレッドウィングス （1勝6敗） | 岡山県総合グラウンド体育館（桃太郎アリーナ） 観客数: 2,500人 主審: 西中野健 副審: Heung Fai LEE |
| #528 | 2012年1月15日 15:25 |                           |                               |                                       | 岡山県総合グラウンド体育館（桃太郎アリーナ） 観客数: 2,500人 主審: 西中野健 副審: Heung Fai LEE |

#### 1Legの結果
| 順位 | チーム名                   | 試合数 | 勝数 | 敗数 | 勝率  | 備考                        |
| ---- | -------------------------- | ------ | ---- | ---- | ----- | --------------------------- |
| 1    | デンソー・エアリービーズ   | 7      | 6    | 1    | 0.857 | セット率 4.000              |
| 2    | 東レ・アローズ             | 7      | 6    | 1    | 0.857 | セット率 2.000              |
| 3    | 久光製薬スプリングス       | 7      | 4    | 3    | 0.571 | セット率 1.455              |
| 4    | JTマーヴェラス             | 7      | 4    | 3    | 0.571 | セット率 1.077 得点率 1.016 |
| 5    | 岡山シーガルズ             | 7      | 4    | 3    | 0.571 | セット率 1.077 得点率 0.943 |
| 6    | トヨタ車体クインシーズ     | 7      | 3    | 4    | 0.429 |                             |
| 7    | パイオニアレッドウィングス | 7      | 1    | 6    | 0.143 |                             |
| 8    | NECレッドロケッツ          | 7      | 0    | 7    | 0.000 |                             |

### 2Leg

#### 1月21日
| #529 | 2012年1月21日 15:10 |                           |                                       |                           |                                                                  |
| #529 | 2012年1月21日 15:10 | NECレッドロケッツ （8敗） | 1 - 3 (21-25) (19-25) (25-22) (23-25) | 岡山シーガルズ （5勝3敗） | 小真木原総合体育館 観客数: 1,842人 主審: 阿部広太郎 副審: 伊藤薫 |
| #529 | 2012年1月21日 15:10 |                           |                                       |                           | 小真木原総合体育館 観客数: 1,842人 主審: 阿部広太郎 副審: 伊藤薫 |

| #530 | 2012年1月21日 13:05 |                           |                               |                                       |                                                                  |
| #530 | 2012年1月21日 13:05 | JTマーヴェラス （5勝3敗） | 3 - 0 (25-18) (25-20) (25-18) | パイオニアレッドウィングス （1勝7敗） | 小真木原総合体育館 観客数: 1,946人 主審: 大塚達也 副審: 浅井唯由 |
| #530 | 2012年1月21日 13:05 |                           |                               |                                       | 小真木原総合体育館 観客数: 1,946人 主審: 大塚達也 副審: 浅井唯由 |

| #531 | 2012年1月21日 13:00 |                           |                       |                                     |                                                                  |
| #531 | 2012年1月21日 13:00 | 東レ・アローズ （7勝1敗） | 3 - 0 (25-17) (32-30) | デンソー・エアリービーズ （6勝2敗） | 姫路市立中央体育館 観客数: 3,600人 主審: 田野敏彦 副審: 明井寿枝 |
| #531 | 2012年1月21日 13:00 |                           |                       |                                     | 姫路市立中央体育館 観客数: 3,600人 主審: 田野敏彦 副審: 明井寿枝 |

| #532 | 2012年1月21日 15:10 |                                   |                                       |                                 |                                                                          |
| #532 | 2012年1月21日 15:10 | トヨタ車体クインシーズ （3勝5敗） | 1 - 3 (19-25) (25-18) (23-25) (22-25) | 久光製薬スプリングス （5勝3敗） | 姫路市立中央体育館 観客数: 3,500人 主審: グレッグ・ルーオー 副審: 江下毅 |
| #532 | 2012年1月21日 15:10 |                                   |                                       |                                 | 姫路市立中央体育館 観客数: 3,500人 主審: グレッグ・ルーオー 副審: 江下毅 |

#### 1月22日
| #533 | 2012年1月22日 13:00 |                           |                               |                           |                                                                |
| #533 | 2012年1月22日 13:00 | JTマーヴェラス （6勝3敗） | 3 - 1 (25-22) (21-25) (25-21) | 岡山シーガルズ （5勝4敗） | 小真木原総合体育館 観客数: 1,952人 主審: 大塚達也 副審: 伊藤薫 |
| #533 | 2012年1月22日 13:00 |                           |                               |                           | 小真木原総合体育館 観客数: 1,952人 主審: 大塚達也 副審: 伊藤薫 |

| #534 | 2012年1月22日 15:35 |                                       |                                              |                           |                                                                    |
| #534 | 2012年1月22日 15:35 | パイオニアレッドウィングス （2勝7敗） | 3 - 2 (21-25) (25-17) (25-23) (23-25) (15-9) | NECレッドロケッツ （9敗） | 小真木原総合体育館 観客数: 2,094人 主審: 浅井唯由 副審: 阿部広太郎 |
| #534 | 2012年1月22日 15:35 |                                       |                                              |                           | 小真木原総合体育館 観客数: 2,094人 主審: 浅井唯由 副審: 阿部広太郎 |

| #535 | 2012年1月22日 13:00 |                                     |                       |                                   | |
| #535 | 2012年1月22日 13:00 | デンソー・エアリービーズ （7勝2敗） | 3 - 0 (25-20) (25-23) | トヨタ車体クインシーズ （3勝6敗） | 神戸総合運動公園体育館（グリーンアリーナ神戸） 観客数: 4,300人 主審: 明井寿枝 副審: グレッグ・ルーオー |
| #535 | 2012年1月22日 13:00 |                                     |                       |                                   | 神戸総合運動公園体育館（グリーンアリーナ神戸） 観客数: 4,300人 主審: 明井寿枝 副審: グレッグ・ルーオー |

| #536 | 2012年1月22日 15:10 |                           |                                       |                                 |                                                                                            |
| #536 | 2012年1月22日 15:10 | 東レ・アローズ （7勝2敗） | 1 - 3 (25-22) (23-25) (15-25) (20-25) | 久光製薬スプリングス （6勝3敗） | 神戸総合運動公園体育館（グリーンアリーナ神戸） 観客数: 4,800人 主審: 江下毅 副審: 田野敏彦 |
| #536 | 2012年1月22日 15:10 |                           |                                       |                                 | 神戸総合運動公園体育館（グリーンアリーナ神戸） 観客数: 4,800人 主審: 江下毅 副審: 田野敏彦 |

#### 1月28日
| #537 | 2012年1月28日 14:00 |                           |                                       |                                 |                                                                      |
| #537 | 2012年1月28日 14:00 | JTマーヴェラス （7勝3敗） | 3 - 1 (25-22) (23-25) (25-22) (25-23) | 久光製薬スプリングス （6勝4敗） | 川崎市とどろきアリーナ 観客数: 1,600人 主審: 澤達弘 副審: 阿部広太郎 |
| #537 | 2012年1月28日 14:00 |                           |                                       |                                 | 川崎市とどろきアリーナ 観客数: 1,600人 主審: 澤達弘 副審: 阿部広太郎 |

| #538 | 2012年1月28日 16:40 |                                     |                               |                            |                                                                      |
| #538 | 2012年1月28日 16:40 | デンソー・エアリービーズ （8勝2敗） | 3 - 0 (26-24) (25-22) (25-16) | NECレッドロケッツ （10敗） | 川崎市とどろきアリーナ 観客数: 2,400人 主審: 印藤智一 副審: 明井寿枝 |
| #538 | 2012年1月28日 16:40 |                                     |                               |                            | 川崎市とどろきアリーナ 観客数: 2,400人 主審: 印藤智一 副審: 明井寿枝 |

| #539 | 2012年1月28日 14:00 |                           |                               |                                       |                                                                                                |
| #539 | 2012年1月28日 14:00 | 東レ・アローズ （8勝2敗） | 3 - 0 (25-16) (25-20) (25-22) | パイオニアレッドウィングス （2勝8敗） | 刈谷市総合運動公園体育館（ウィングアリーナ刈谷） 観客数: 1,950人 主審: 田野敏彦 副審: 戸川太輔 |
| #539 | 2012年1月28日 14:00 |                           |                               |                                       | 刈谷市総合運動公園体育館（ウィングアリーナ刈谷） 観客数: 1,950人 主審: 田野敏彦 副審: 戸川太輔 |

| #540 | 2012年1月28日 16:05 |                                   |                                       |                           |                                                                                                |
| #540 | 2012年1月28日 16:05 | トヨタ車体クインシーズ （3勝7敗） | 1 - 3 (18-25) (25-19) (22-25) (20-25) | 岡山シーガルズ （6勝4敗） | 刈谷市総合運動公園体育館（ウィングアリーナ刈谷） 観客数: 2,060人 主審: 北村友香 副審: 田野昭彦 |
| #540 | 2012年1月28日 16:05 |                                   |                                       |                           | 刈谷市総合運動公園体育館（ウィングアリーナ刈谷） 観客数: 2,060人 主審: 北村友香 副審: 田野昭彦 |

#### 1月29日
| #541 | 2012年1月29日 13:00 |                           |                               |                                     |                                                                      |
| #541 | 2012年1月29日 13:00 | JTマーヴェラス （7勝4敗） | 0 - 3 (19-25) (24-26) (15-25) | デンソー・エアリービーズ （9勝2敗） | 川崎市とどろきアリーナ 観客数: 1,600人 主審: 阿部広太郎 副審: 澤達大 |
| #541 | 2012年1月29日 13:00 |                           |                               |                                     | 川崎市とどろきアリーナ 観客数: 1,600人 主審: 阿部広太郎 副審: 澤達大 |

| #542 | 2012年1月29日 15:05 |                                 |                                               |                            |                                                                      |
| #542 | 2012年1月29日 15:05 | 久光製薬スプリングス （7勝4敗） | 3 - 2 (25-19) (20-25) (18-25) (25-16) (15-12) | NECレッドロケッツ （11敗） | 川崎市とどろきアリーナ 観客数: 2,800人 主審: 明井寿枝 副審: 印藤智一 |
| #542 | 2012年1月29日 15:05 |                                 |                                               |                            | 川崎市とどろきアリーナ 観客数: 2,800人 主審: 明井寿枝 副審: 印藤智一 |

| #543 | 2012年1月29日 13:00 |                           |                               |                           |                                                                                                |
| #543 | 2012年1月29日 13:00 | 東レ・アローズ （9勝2敗） | 3 - 0 (25-22) (25-12) (25-13) | 岡山シーガルズ （6勝5敗） | 刈谷市総合運動公園体育館（ウィングアリーナ刈谷） 観客数: 2,020人 主審: 田野昭彦 副審: 戸川太輔 |
| #543 | 2012年1月29日 13:00 |                           |                               |                           | 刈谷市総合運動公園体育館（ウィングアリーナ刈谷） 観客数: 2,020人 主審: 田野昭彦 副審: 戸川太輔 |

| #544 | 2012年1月29日 15:00 |                                   |                               |                                       |                                                                                                |
| #544 | 2012年1月29日 15:00 | トヨタ車体クインシーズ （3勝8敗） | 0 - 3 (25-27) (18-25) (17-25) | パイオニアレッドウィングス （3勝8敗） | 刈谷市総合運動公園体育館（ウィングアリーナ刈谷） 観客数: 2,060人 主審: 北村友香 副審: 田野敏彦 |
| #544 | 2012年1月29日 15:00 |                                   |                               |                                       | 刈谷市総合運動公園体育館（ウィングアリーナ刈谷） 観客数: 2,060人 主審: 北村友香 副審: 田野敏彦 |

#### 2月4日
| #545 | 2012年2月4日 14:00 |                           |                               |                                   |                                                                            |
| #545 | 2012年2月4日 14:00 | JTマーヴェラス （8勝4敗） | 3 - 1 (25-15) (23-25) (25-21) | トヨタ車体クインシーズ （3勝9敗） | いしかわ総合スポーツセンター 観客数: 1,510人 主審: 中島俊昌 副審: 大塚達也 |
| #545 | 2012年2月4日 14:00 |                           |                               |                                   | いしかわ総合スポーツセンター 観客数: 1,510人 主審: 中島俊昌 副審: 大塚達也 |

| #546 | 2012年2月4日 16:30 |                            |                               |                            |                                                                            |
| #546 | 2012年2月4日 16:30 | NECレッドロケッツ （12敗） | 0 - 3 (20-25) (18-25) (21-25) | 東レ・アローズ （10勝2敗） | いしかわ総合スポーツセンター 観客数: 1,939人 主審: 田野昭彦 副審: 北村友香 |
| #546 | 2012年2月4日 16:30 |                            |                               |                            | いしかわ総合スポーツセンター 観客数: 1,939人 主審: 田野昭彦 副審: 北村友香 |

| #547 | 2012年2月4日 13:05 |                                       |                       |                                      |                                                                  |
| #547 | 2012年2月4日 13:05 | パイオニアレッドウィングス （3勝9敗） | 0 - 3 (19-25) (21-25) | デンソー・エアリービーズ （10勝2敗） | 福岡県立久留米体育館 観客数: 2,150人 主審: 印藤智一 副審: 塚本健 |
| #547 | 2012年2月4日 13:05 |                                       |                       |                                      | 福岡県立久留米体育館 観客数: 2,150人 主審: 印藤智一 副審: 塚本健 |

| #548 | 2012年2月4日 14:57 |                                 |                                       |                           |                                                                    |
| #548 | 2012年2月4日 14:57 | 久光製薬スプリングス （8勝4敗） | 3 - 1 (25-23) (28-30) (25-14) (25-23) | 岡山シーガルズ （6勝6敗） | 福岡県立久留米体育館 観客数: 2,700人 主審: 中馬義朗 副審: 須藤義宏 |
| #548 | 2012年2月4日 14:57 |                                 |                                       |                           | 福岡県立久留米体育館 観客数: 2,700人 主審: 中馬義朗 副審: 須藤義宏 |

#### 2月5日
| #549 | 2012年2月5日 13:00 |                            |                                       |                                   |                                                                            |
| #549 | 2012年2月5日 13:00 | NECレッドロケッツ （13敗） | 1 - 3 (25-27) (17-25) (25-19) (18-25) | トヨタ車体クインシーズ （4勝9敗） | いしかわ総合スポーツセンター 観客数: 2,380人 主審: 田野昭彦 副審: 中島俊昌 |
| #549 | 2012年2月5日 13:00 |                            |                                       |                                   | いしかわ総合スポーツセンター 観客数: 2,380人 主審: 田野昭彦 副審: 中島俊昌 |

| #550 | 2012年2月5日 15:35 |                           |                               |                            |                                                                            |
| #550 | 2012年2月5日 15:35 | JTマーヴェラス （8勝5敗） | 0 - 3 (20-25) (17-25) (18-25) | 東レ・アローズ （11勝2敗） | いしかわ総合スポーツセンター 観客数: 3,600人 主審: 北村友香 副審: 大塚達也 |
| #550 | 2012年2月5日 15:35 |                           |                               |                            | いしかわ総合スポーツセンター 観客数: 3,600人 主審: 北村友香 副審: 大塚達也 |

| #551 | 2012年2月5日 13:00 |                           |                                       |                                        |                                                                    |
| #551 | 2012年2月5日 13:00 | 岡山シーガルズ （7勝6敗） | 3 - 1 (17-25) (25-21) (25-22) (25-16) | パイオニアレッドウィングス （3勝10敗） | 福岡県立久留米体育館 観客数: 2,940人 主審: 中馬義朗 副審: 印藤智一 |
| #551 | 2012年2月5日 13:00 |                           |                                       |                                        | 福岡県立久留米体育館 観客数: 2,940人 主審: 中馬義朗 副審: 印藤智一 |

| #552 | 2012年2月5日 15:40 |                                 |                              |                                      |                                                                  |
| #552 | 2012年2月5日 15:40 | 久光製薬スプリングス （8勝5敗） | 2 - 3 (25-22) (23-25) (8-15) | デンソー・エアリービーズ （11勝2敗） | 福岡県立久留米体育館 観客数: 3,250人 主審: 塚本健 副審: 須藤義宏 |
| #552 | 2012年2月5日 15:40 |                                 |                              |                                      | 福岡県立久留米体育館 観客数: 3,250人 主審: 塚本健 副審: 須藤義宏 |

この試合でベタニア・デラクルス選手が記録した54得点（アタック49点、ブロック2点、サーブ3点）は、2011年11月に韓国Vリーグでマデライネ・モンターニョ選手（コロンビア）が記録した得点に並ぶ世界タイ記録である。

#### 2月11日
| #553 | 2012年2月11日 14:00 |                            |                                       |                                    |                                                                      |
| #553 | 2012年2月11日 14:00 | 東レ・アローズ （12勝2敗） | 3 - 1 (25-23) (25-19) (18-25) (25-20) | トヨタ車体クインシーズ （4勝10敗） | 飛騨高山ビッグアリーナ 観客数: 2,944人 主審: 高橋弘二 副審: 田野昭彦 |
| #553 | 2012年2月11日 14:00 |                            |                                       |                                    | 飛騨高山ビッグアリーナ 観客数: 2,944人 主審: 高橋弘二 副審: 田野昭彦 |

| #554 | 2012年2月11日 16:19 |                                        |                                               |                                 |                                                                      |
| #554 | 2012年2月11日 16:19 | パイオニアレッドウィングス （3勝11敗） | 2 - 3 (25-22) (12-25) (25-23) (10-25) (12-15) | 久光製薬スプリングス （9勝5敗） | 飛騨高山ビッグアリーナ 観客数: 3,150人 主審: 千代延靖夫 副審: 江下毅 |
| #554 | 2012年2月11日 16:19 |                                        |                                               |                                 | 飛騨高山ビッグアリーナ 観客数: 3,150人 主審: 千代延靖夫 副審: 江下毅 |

| #555 | 2012年2月11日 13:05 |                           |                               |                                      |                                                                                    |
| #555 | 2012年2月11日 13:05 | 岡山シーガルズ （7勝7敗） | 1 - 3 (21-25) (29-27) (23-25) | デンソー・エアリービーズ （12勝2敗） | ベイコム総合体育館（尼崎市記念公園） 観客数: 3,000人 主審: 西中野健 副審: 山本和良 |
| #555 | 2012年2月11日 13:05 |                           |                               |                                      | ベイコム総合体育館（尼崎市記念公園） 観客数: 3,000人 主審: 西中野健 副審: 山本和良 |

| #556 | 2012年2月11日 15:35 |                           |                                       |                            |                                                                                              |
| #556 | 2012年2月11日 15:35 | JTマーヴェラス （9勝5敗） | 3 - 1 (25-17) (19-25) (25-19) (28-26) | NECレッドロケッツ （14敗） | ベイコム総合体育館（尼崎市記念公園） 観客数: 3,300人 主審: グレッグ・ルーオー 副審: 明井寿枝 |
| #556 | 2012年2月11日 15:35 |                           |                                       |                            | ベイコム総合体育館（尼崎市記念公園） 観客数: 3,300人 主審: グレッグ・ルーオー 副審: 明井寿枝 |

#### 2Legの結果
| 順位 | チーム名                   | 試合数 | 勝数 | 敗数 | 勝率  | 備考           |
| ---- | -------------------------- | ------ | ---- | ---- | ----- | -------------- |
| 1    | 東レ・アローズ             | 7      | 6    | 1    | 0.857 | セット率 4.750 |
| 2    | デンソー・エアリービーズ   | 7      | 6    | 1    | 0.857 | セット率 3.000 |
| 3    | JTマーヴェラス             | 7      | 5    | 2    | 0.714 | セット率 1.500 |
| 4    | 久光製薬スプリングス       | 7      | 5    | 2    | 0.714 | セット率 1.385 |
| 5    | 岡山シーガルズ             | 7      | 3    | 4    | 0.429 |                |
| 6    | パイオニアレッドウィングス | 7      | 2    | 5    | 0.286 |                |
| 7    | トヨタ車体クインシーズ     | 7      | 1    | 6    | 0.143 |                |
| 8    | NECレッドロケッツ          | 7      | 0    | 7    | 0.000 |                |

### 3Leg

#### 2月12日
| #557 | 2012年2月12日 13:00 |                            |                                               |                                        |                                                                                    |
| #557 | 2012年2月12日 13:00 | 東レ・アローズ （12勝3敗） | 2 - 3 (21-25) (25-19) (25-21) (15-25) (10-15) | パイオニアレッドウィングス （4勝11敗） | 岐阜メモリアルセンター（で愛ドーム） 観客数: 2,832人 主審: 江下毅 副審: 千代延靖夫 |
| #557 | 2012年2月12日 13:00 |                            |                                               |                                        | 岐阜メモリアルセンター（で愛ドーム） 観客数: 2,832人 主審: 江下毅 副審: 千代延靖夫 |

| #558 | 2012年2月12日 15:35 |                                  |                       |                                    |                                                                                    |
| #558 | 2012年2月12日 15:35 | 久光製薬スプリングス （10勝5敗） | 3 - 0 (25-21) (25-17) | トヨタ車体クインシーズ （4勝11敗） | 岐阜メモリアルセンター（で愛ドーム） 観客数: 3,535人 主審: 田野昭彦 副審: 高橋弘二 |
| #558 | 2012年2月12日 15:35 |                                  |                       |                                    | 岐阜メモリアルセンター（で愛ドーム） 観客数: 3,535人 主審: 田野昭彦 副審: 高橋弘二 |

| #559 | 2012年2月12日 13:00 |                               |                               |                           |                                                                    |
| #559 | 2012年2月12日 13:00 | NECレッドロケッツ （1勝14敗） | 3 - 0 (25-22) (25-16) (25-19) | 岡山シーガルズ （7勝8敗） | 加古川市立総合体育館 観客数: 2,400人 主審: 明井寿枝 副審: 西中野健 |
| #559 | 2012年2月12日 13:00 |                               |                               |                           | 加古川市立総合体育館 観客数: 2,400人 主審: 明井寿枝 副審: 西中野健 |

開幕から連敗を続けていたNECがリーグ戦の連敗記録を14でストップした。
| #560 | 2012年2月12日 15:10 |                           |                                               |                                      |                                                                              |
| #560 | 2012年2月12日 15:10 | JTマーヴェラス （9勝6敗） | 2 - 3 (25-20) (23-25) (25-14) (19-25) (12-15) | デンソー・エアリービーズ （13勝2敗） | 加古川市立総合体育館 観客数: 2,600人 主審: 山本和良 副審: グレッグ・ルーオー |
| #560 | 2012年2月12日 15:10 |                           |                                               |                                      | 加古川市立総合体育館 観客数: 2,600人 主審: 山本和良 副審: グレッグ・ルーオー |

#### 2月18日
| #561 | 2012年2月18日 16:10 |                               |                                       |                            |                                                                            |
| #561 | 2012年2月18日 16:10 | NECレッドロケッツ （1勝15敗） | 1 - 3 (25-20) (21-25) (16-25) (22-25) | 東レ・アローズ （13勝3敗） | 山形県総合運動公園総合体育館 観客数: 2,500人 主審: 浅井唯由 副審: 西中野健 |
| #561 | 2012年2月18日 16:10 |                               |                                       |                            | 山形県総合運動公園総合体育館 観客数: 2,500人 主審: 浅井唯由 副審: 西中野健 |

| #562 | 2012年2月18日 13:05 |                                    |                                               |                                        |                                                                            |
| #562 | 2012年2月18日 13:05 | トヨタ車体クインシーズ （4勝12敗） | 3 - 2 (25-22) (19-25) (29-31) (25-19) (13-15) | パイオニアレッドウィングス （5勝11敗） | 山形県総合運動公園総合体育館 観客数: 4,300人 主審: 田中昭彦 副審: 大塚達也 |
| #562 | 2012年2月18日 13:05 |                                    |                                               |                                        | 山形県総合運動公園総合体育館 観客数: 4,300人 主審: 田中昭彦 副審: 大塚達也 |

| #563 | 2012年2月18日 14:00 |                           |                       |                           |                                                                          |
| #563 | 2012年2月18日 14:00 | 岡山シーガルズ （8勝8敗） | 3 - 0 (26-24) (25-19) | JTマーヴェラス （9勝7敗） | 岡崎中央総合公園総合体育館 観客数: 2,150人 主審: 山本和良 副審: 浅見靖人 |
| #563 | 2012年2月18日 14:00 |                           |                       |                           | 岡崎中央総合公園総合体育館 観客数: 2,150人 主審: 山本和良 副審: 浅見靖人 |

| #564 | 2012年2月18日 16:10 |                                  |                                               |                                      |                                                                        |
| #564 | 2012年2月18日 16:10 | 久光製薬スプリングス （11勝5敗） | 3 - 2 (25-20) (25-19) (22-25) (16-25) (16-14) | デンソー・エアリービーズ （13勝3敗） | 岡崎中央総合公園総合体育館 観客数: 2,330人 主審: 小野将人 副審: 澤達大 |
| #564 | 2012年2月18日 16:10 |                                  |                                               |                                      | 岡崎中央総合公園総合体育館 観客数: 2,330人 主審: 小野将人 副審: 澤達大 |

#### 2月19日
| #565 | 2012年2月19日 13:00 |                                    |                               |                            |                                                                            |
| #565 | 2012年2月19日 13:00 | トヨタ車体クインシーズ （4勝13敗） | 0 - 3 (26-28) (19-25) (17-25) | 東レ・アローズ （14勝3敗） | 山形県総合運動公園総合体育館 観客数: 2,800人 主審: 大塚達也 副審: 田中昭彦 |
| #565 | 2012年2月19日 13:00 |                                    |                               |                            | 山形県総合運動公園総合体育館 観客数: 2,800人 主審: 大塚達也 副審: 田中昭彦 |

| #566 | 2012年2月19日 15:00 |                               |                                               |                                        |                                                                            |
| #566 | 2012年2月19日 15:00 | NECレッドロケッツ （1勝16敗） | 2 - 3 (25-20) (22-25) (25-19) (22-25) (14-16) | パイオニアレッドウィングス （6勝11敗） | 山形県総合運動公園総合体育館 観客数: 3,750人 主審: 西中野健 副審: 浅井唯由 |
| #566 | 2012年2月19日 15:00 |                               |                                               |                                        | 山形県総合運動公園総合体育館 観客数: 3,750人 主審: 西中野健 副審: 浅井唯由 |

| #567 | 2012年2月19日 13:00 |                                  |                                       |                           |                                                                            |
| #567 | 2012年2月19日 13:00 | 久光製薬スプリングス （12勝5敗） | 3 - 2 (21-25) (25-19) (22-25) (15-10) | JTマーヴェラス （9勝8敗） | 岡崎市中央総合公園総合体育館 観客数: 2,450人 主審: 山本和良 副審: 浅見靖人 |
| #567 | 2012年2月19日 13:00 |                                  |                                       |                           | 岡崎市中央総合公園総合体育館 観客数: 2,450人 主審: 山本和良 副審: 浅見靖人 |

| #568 | 2012年2月19日 15:50 |                           |                                               |                                      |                                                                          |
| #568 | 2012年2月19日 15:50 | 岡山シーガルズ （9勝8敗） | 3 - 2 (25-16) (17-25) (19-25) (27-25) (15-11) | デンソー・エアリービーズ （13勝4敗） | 岡崎市中央総合公園総合体育館 観客数: 2,180人 主審: 澤達大 副審: 小野将人 |
| #568 | 2012年2月19日 15:50 |                           |                                               |                                      | 岡崎市中央総合公園総合体育館 観客数: 2,180人 主審: 澤達大 副審: 小野将人 |

この日の結果、東レとデンソーの4位以上が確定しセミファイナルラウンド進出が決定した。また、NECの7位以下が確定しVチャレンジマッチの出場が決定した。

#### 2月25日
| #569 | 2012年2月25日 14:10 |                                    |                                               |                            |                                                                    |
| #569 | 2012年2月25日 14:10 | トヨタ車体クインシーズ （4勝14敗） | 2 - 3 (25-27) (20-25) (27-25) (25-11) (11-15) | JTマーヴェラス （10勝8敗） | 川崎市とどろきアリーナ 観客数: 1,100人 主審: 田代英明 副審: 村中伸 |
| #569 | 2012年2月25日 14:10 |                                    |                                               |                            | 川崎市とどろきアリーナ 観客数: 1,100人 主審: 田代英明 副審: 村中伸 |

| #570 | 2012年2月25日 16:55 |                                      |                               |                               |                                                                      |
| #570 | 2012年2月25日 16:55 | デンソー・エアリービーズ （14勝4敗） | 3 - 0 (25-21) (25-19) (25-22) | NECレッドロケッツ （1勝17敗） | 川崎市とどろきアリーナ 観客数: 2,000人 主審: 小野将人 副審: 石井洋壮 |
| #570 | 2012年2月25日 16:55 |                                      |                               |                               | 川崎市とどろきアリーナ 観客数: 2,000人 主審: 小野将人 副審: 石井洋壮 |

| #571 | 2012年2月25日 14:00 |                                        |                               |                                  |                                                          |
| #571 | 2012年2月25日 14:00 | パイオニアレッドウィングス （6勝12敗） | 0 - 3 (20-25) (19-25) (18-25) | 久光製薬スプリングス （13勝5敗） | 愛媛県武道館 観客数: 2,400人 主審: 澤達大 副審: 田野昭彦 |
| #571 | 2012年2月25日 14:00 |                                        |                               |                                  | 愛媛県武道館 観客数: 2,400人 主審: 澤達大 副審: 田野昭彦 |

| #572 | 2012年2月25日 16:00 |                            |                                       |                           |                                                          |
| #572 | 2012年2月25日 16:00 | 東レ・アローズ （15勝3敗） | 3 - 1 (25-21) (23-25) (25-16) (25-22) | 岡山シーガルズ （9勝9敗） | 愛媛県武道館 観客数: 2,800人 主審: 北村友香 副審: 江下毅 |
| #572 | 2012年2月25日 16:00 |                            |                                       |                           | 愛媛県武道館 観客数: 2,800人 主審: 北村友香 副審: 江下毅 |

この結果、久光製薬がセミファイナルラウンド進出を決めた。

#### 2月26日
| #573 | 2012年2月26日 13:05 |                                    |                               |                                      |                                                                      |
| #573 | 2012年2月26日 13:05 | トヨタ車体クインシーズ （5勝14敗） | 3 - 0 (25-21) (25-13) (25-23) | デンソー・エアリービーズ （14勝5敗） | 川崎市とどろきアリーナ 観客数: 1,200人 主審: 石井洋壮 副審: 田代英明 |
| #573 | 2012年2月26日 13:05 |                                    |                               |                                      | 川崎市とどろきアリーナ 観客数: 1,200人 主審: 石井洋壮 副審: 田代英明 |

| #574 | 2012年2月26日 15:00 |                            |                               |                               |                                                                    |
| #574 | 2012年2月26日 15:00 | JTマーヴェラス （10勝9敗） | 0 - 3 (18-25) (13-25) (26-28) | NECレッドロケッツ （2勝17敗） | 川崎市とどろきアリーナ 観客数: 2,100人 主審: 村中伸 副審: 小野将人 |
| #574 | 2012年2月26日 15:00 |                            |                               |                               | 川崎市とどろきアリーナ 観客数: 2,100人 主審: 村中伸 副審: 小野将人 |

| #575 | 2012年2月26日 13:00 |                            |                                       |                                        |                                                        |
| #575 | 2012年2月26日 13:00 | 岡山シーガルズ （10勝9敗） | 3 - 1 (25-18) (20-25) (29-27) (25-22) | パイオニアレッドウィングス （6勝13敗） | 愛媛県武道館 観客数: 2,778人 主審: 江下毅 副審: 澤達大 |
| #575 | 2012年2月26日 13:00 |                            |                                       |                                        | 愛媛県武道館 観客数: 2,778人 主審: 江下毅 副審: 澤達大 |

| #576 | 2012年2月26日 15:30 |                            |                                               |                                  |                                                            |
| #576 | 2012年2月26日 15:30 | 東レ・アローズ （16勝3敗） | 3 - 2 (27-25) (20-25) (25-20) (20-25) (15-12) | 久光製薬スプリングス （13勝6敗） | 愛媛県武道館 観客数: 3,550人 主審: 田野昭彦 副審: 北村友香 |
| #576 | 2012年2月26日 15:30 |                            |                                               |                                  | 愛媛県武道館 観客数: 3,550人 主審: 田野昭彦 副審: 北村友香 |

#### 3月3日
| #577 | 2012年3月3日 14:05 |                                      |                                       |                            |                                                                    |
| #577 | 2012年3月3日 14:05 | デンソー・エアリービーズ （14勝6敗） | 1 - 3 (27-29) (25-20) (21-25) (19-25) | 東レ・アローズ （17勝3敗） | 東京体育館 観客数: 3,000人 主審: グレッグ・ルーオー 副審: 田野敏彦 |
| #577 | 2012年3月3日 14:05 |                                      |                                       |                            | 東京体育館 観客数: 3,000人 主審: グレッグ・ルーオー 副審: 田野敏彦 |

| #578 | 2012年3月3日 16:30 |                            |                               |                                        |                                                            |
| #578 | 2012年3月3日 16:30 | JTマーヴェラス （11勝9敗） | 3 - 1 (26-24) (22-25) (25-21) | パイオニアレッドウィングス （6勝14敗） | 東京体育館 観客数: 3,000人 主審: 阿部広太郎 副審: 明井寿枝 |
| #578 | 2012年3月3日 16:30 |                            |                               |                                        | 東京体育館 観客数: 3,000人 主審: 阿部広太郎 副審: 明井寿枝 |

| #579 | 2012年3月3日 14:00 |                                  |                                              |                             |                                                                                    |
| #579 | 2012年3月3日 14:00 | 久光製薬スプリングス （14勝6敗） | 3 - 2 (25-18) (22-25) (25-15) (18-25) (15-9) | 岡山シーガルズ （10勝10敗） | 豊田市総合体育館（スカイホール豊田） 観客数: 1,603人 主審: 田野昭彦 副審: 高橋弘二 |
| #579 | 2012年3月3日 14:00 |                                  |                                              |                             | 豊田市総合体育館（スカイホール豊田） 観客数: 1,603人 主審: 田野昭彦 副審: 高橋弘二 |

| #580 | 2012年3月3日 16:40 |                                    |                       |                               |                                                                                      |
| #580 | 2012年3月3日 16:40 | トヨタ車体クインシーズ （5勝15敗） | 0 - 3 (22-25) (23-25) | NECレッドロケッツ （3勝17敗） | 豊田市総合体育館（スカイホール豊田） 観客数: 1,785人 主審: 北村友香 副審: 千代延靖夫 |
| #580 | 2012年3月3日 16:40 |                                    |                       |                               | 豊田市総合体育館（スカイホール豊田） 観客数: 1,785人 主審: 北村友香 副審: 千代延靖夫 |

#### 3月4日
| #581 | 2012年3月4日 13:10 |                             |                       |                            |                                                                    |
| #581 | 2012年3月4日 13:10 | JTマーヴェラス （11勝10敗） | 0 - 3 (17-25) (16-25) | 東レ・アローズ （18勝3敗） | 東京体育館 観客数: 3,450人 主審: 明井寿枝 副審: グレッグ・ルーオー |
| #581 | 2012年3月4日 13:10 |                             |                       |                            | 東京体育館 観客数: 3,450人 主審: 明井寿枝 副審: グレッグ・ルーオー |

| #582 | 2012年3月4日 15:10 |                                        |                                       |                                      |                                                            |
| #582 | 2012年3月4日 15:10 | パイオニアレッドウィングス （7勝14敗） | 3 - 1 (26-24) (25-27) (25-23) (25-20) | デンソー・エアリービーズ （14勝7敗） | 東京体育館 観客数: 3,000人 主審: 田野敏彦 副審: 阿部広太郎 |
| #582 | 2012年3月4日 15:10 |                                        |                                       |                                      | 東京体育館 観客数: 3,000人 主審: 田野敏彦 副審: 阿部広太郎 |

| #583 | 2012年3月4日 13:00 |                                  |                                       |                               |                                                                                      |
| #583 | 2012年3月4日 13:00 | 久光製薬スプリングス （15勝6敗） | 3 - 1 (25-22) (17-25) (25-18) (25-19) | NECレッドロケッツ （3勝18敗） | 豊田市総合体育館（スカイホール豊田） 観客数: 1,591人 主審: 千代延靖夫 副審: 北村友香 |
| #583 | 2012年3月4日 13:00 |                                  |                                       |                               | 豊田市総合体育館（スカイホール豊田） 観客数: 1,591人 主審: 千代延靖夫 副審: 北村友香 |

| #584 | 2012年3月4日 15:20 |                                    |                                       |                             |                                                                                    |
| #584 | 2012年3月4日 15:20 | トヨタ車体クインシーズ （5勝16敗） | 1 - 3 (25-16) (20-25) (19-25) (17-25) | 岡山シーガルズ （11勝10敗） | 豊田市総合体育館（スカイホール豊田） 観客数: 1,867人 主審: 田野敏彦 副審: 高橋弘二 |
| #584 | 2012年3月4日 15:20 |                                    |                                       |                             | 豊田市総合体育館（スカイホール豊田） 観客数: 1,867人 主審: 田野敏彦 副審: 高橋弘二 |

#### 3Legの結果
| 順位 | チーム名                   | 試合数 | 勝数 | 敗数 | 勝率  | 備考           |
| ---- | -------------------------- | ------ | ---- | ---- | ----- | -------------- |
| 1    | 東レ・アローズ             | 7      | 6    | 1    | 0.857 | セット率 2.500 |
| 2    | 久光製薬スプリングス       | 7      | 6    | 1    | 0.857 | セット率 2.000 |
| 3    | 岡山シーガルズ             | 7      | 4    | 3    | 0.571 | セット率 1.154 |
| 4    | パイオニアレッドウィングス | 7      | 4    | 3    | 0.571 | セット率 0.875 |
| 5    | NECレッドロケッツ          | 7      | 3    | 4    | 0.429 |                |
| 6    | デンソー・エアリービーズ   | 7      | 2    | 5    | 0.286 | セット率 0.706 |
| 7    | JTマーヴェラス             | 7      | 2    | 5    | 0.286 | セット率 0.556 |
| 8    | トヨタ車体クインシーズ     | 7      | 1    | 6    | 0.143 |                |

### レギュラーラウンドの結果
| 順位 | チーム名                   | 試合数 | 勝数 | 敗数 | 勝率  | 備考           |
| ---- | -------------------------- | ------ | ---- | ---- | ----- | -------------- |
| 1    | 東レ・アローズ             | 21     | 18   | 3    | 0.857 |                |
| 2    | 久光製薬スプリングス       | 21     | 15   | 6    | 0.714 |                |
| 3    | デンソー・エアリービーズ   | 21     | 14   | 7    | 0.667 |                |
| 4    | 岡山シーガルズ             | 21     | 11   | 10   | 0.524 | セット率 1.000 |
| 5    | JTマーヴェラス             | 21     | 11   | 10   | 0.524 | セット率 0.951 |
| 6    | パイオニアレッドウィングス | 21     | 7    | 14   | 0.333 |                |
| 7    | トヨタ車体クインシーズ     | 21     | 5    | 16   | 0.238 |                |
| 8    | NECレッドロケッツ          | 21     | 3    | 18   | 0.143 |                |

### セミファイナルラウンド

#### 3月16日
| #601 | 2012年3月16日 16:05 |                        |                                       |                        |                                                                                    |
| #601 | 2012年3月16日 16:05 | 岡山シーガルズ （1敗） | 1 - 3 (18-25) (26-28) (25-15) (16-25) | 東レ・アローズ （1勝） | 岐阜メモリアルセンター（で愛ドーム） 観客数: 1,656人 主審: 高橋弘二 副審: 明井寿枝 |
| #601 | 2012年3月16日 16:05 |                        |                                       |                        | 岐阜メモリアルセンター（で愛ドーム） 観客数: 1,656人 主審: 高橋弘二 副審: 明井寿枝 |

| #602 | 2012年3月16日 18:25 |                              |                       |                                  |                                                                                    |
| #602 | 2012年3月16日 18:25 | 久光製薬スプリングス （1勝） | 3 - 0 (25-17) (25-22) | デンソー・エアリービーズ （1敗） | 岐阜メモリアルセンター（で愛ドーム） 観客数: 2,122人 主審: 石井洋壮 副審: 北村友香 |
| #602 | 2012年3月16日 18:25 |                              |                       |                                  | 岐阜メモリアルセンター（で愛ドーム） 観客数: 2,122人 主審: 石井洋壮 副審: 北村友香 |

#### 3月17日
| #603 | 2012年3月17日 14:05 |                                 |                                       |                        |                                                                                    |
| #603 | 2012年3月17日 14:05 | 久光製薬スプリングス （1勝1敗） | 1 - 3 (26-24) (21-25) (23-25) (21-25) | 東レ・アローズ （2勝） | 岐阜メモリアルセンター（で愛ドーム） 観客数: 2,880人 主審: 小野将人 副審: 高橋弘二 |
| #603 | 2012年3月17日 14:05 |                                 |                                       |                        | 岐阜メモリアルセンター（で愛ドーム） 観客数: 2,880人 主審: 小野将人 副審: 高橋弘二 |

| #604 | 2012年3月17日 16:30 |                        |                               |                                     |                                                                                    |
| #604 | 2012年3月17日 16:30 | 岡山シーガルズ （2敗） | 0 - 3 (22-25) (23-25) (14-25) | デンソー・エアリービーズ （1勝1敗） | 岐阜メモリアルセンター（で愛ドーム） 観客数: 3,455人 主審: 明井寿枝 副審: 石井洋壮 |
| #604 | 2012年3月17日 16:30 |                        |                               |                                     | 岐阜メモリアルセンター（で愛ドーム） 観客数: 3,455人 主審: 明井寿枝 副審: 石井洋壮 |

#### 3月18日
| #605 | 2012年3月18日 13:05 |                                     |                                       |                        |                                                                                    |
| #605 | 2012年3月18日 13:05 | デンソー・エアリービーズ （1勝2敗） | 1 - 3 (23-25) (25-22) (23-25) (24-26) | 東レ・アローズ （3勝） | 岐阜メモリアルセンター（で愛ドーム） 観客数: 2,770人 主審: 石井洋壮 副審: 明井寿枝 |
| #605 | 2012年3月18日 13:05 |                                     |                                       |                        | 岐阜メモリアルセンター（で愛ドーム） 観客数: 2,770人 主審: 石井洋壮 副審: 明井寿枝 |

| #606 | 2012年3月18日 15:35 |                                 |                                       |                        |                                                                                    |
| #606 | 2012年3月18日 15:35 | 久光製薬スプリングス （2勝1敗） | 3 - 1 (25-22) (18-25) (30-28) (25-13) | 岡山シーガルズ （3敗） | 岐阜メモリアルセンター（で愛ドーム） 観客数: 3,434人 主審: 北村友香 副審: 小野将人 |
| #606 | 2012年3月18日 15:35 |                                 |                                       |                        | 岐阜メモリアルセンター（で愛ドーム） 観客数: 3,434人 主審: 北村友香 副審: 小野将人 |

### ファイナルラウンド

#### 3月24日
3位決定戦
| #611 | 2012年3月24日 12:00 |                          |                                      |                |                                                                       |
| #611 | 2012年3月24日 12:00 | デンソー・エアリービーズ | 3 - 2 (25-18) (23-25) (17-25) (15-9) | 岡山シーガルズ | 国立代々木競技場第1体育館 観客数: 4,300人 主審: 塚本健 副審: 山本和良 |
| #611 | 2012年3月24日 12:00 |                          |                                      |                | 国立代々木競技場第1体育館 観客数: 4,300人 主審: 塚本健 副審: 山本和良 |

優勝決定戦
| #612 | 2012年3月24日 16:20 |                      |                               |                |                                                                         |
| #612 | 2012年3月24日 16:20 | 久光製薬スプリングス | 0 - 3 (30-32) (16-25) (22-25) | 東レ・アローズ | 国立代々木競技場第1体育館 観客数: 6,500人 主審: 明井寿枝 副審: 北村友香 |
| #612 | 2012年3月24日 16:20 |                      |                               |                | 国立代々木競技場第1体育館 観客数: 6,500人 主審: 明井寿枝 副審: 北村友香 |

### 最終順位
| 順位   | チーム名                   | 備考     |
| ------ | -------------------------- | -------- |
| 優勝   | 東レ・アローズ             |          |
| 準優勝 | 久光製薬スプリングス       |          |
| 3      | デンソー・エアリービーズ   |          |
| 4      | 岡山シーガルズ             |          |
| 5      | JTマーヴェラス             |          |
| 6      | パイオニアレッドウィングス |          |
| 7      | トヨタ車体クインシーズ     | 入替戦へ |
| 8      | NECレッドロケッツ          | 入替戦へ |

### 個人賞
| No. | 賞名             | 受賞者               | 所属チーム                 | 備考                |
| --- | ---------------- | -------------------- | -------------------------- | ------------------- |
| 1   | 優勝監督賞       | 菅野幸一郎           | 東レ・アローズ             |                     |
| 2   | 最高殊勲選手賞   | 荒木絵里香           | 東レ・アローズ             |                     |
| 3   | 敢闘賞           | 石田瑞穂             | 久光製薬スプリングス       |                     |
| 4   | 最優秀新人賞     | 森谷史佳             | パイオニアレッドウィングス |                     |
| 5   | ベスト6          | ベタニア・デラクルス | デンソー・エアリービーズ   |                     |
| 5   | ベスト6          | 木村沙織             | 東レ・アローズ             |                     |
| 5   | ベスト6          | 石田瑞穂             | 久光製薬スプリングス       |                     |
| 5   | ベスト6          | 荒木絵里香           | 東レ・アローズ             |                     |
| 5   | ベスト6          | 山口舞               | 岡山シーガルズ             |                     |
| 5   | ベスト6          | 中道瞳               | 東レ・アローズ             |                     |
| 6   | ベストリベロ賞   | 座安琴希             | 久光製薬スプリングス       |                     |
| 7   | レシーブ賞       | 新鍋理沙             | 久光製薬スプリングス       |                     |
| 8   | 得点王           | ベタニア・デラクルス | デンソー・エアリービーズ   | 総得点=588点        |
| 9   | スパイク賞       | ローレン・ギブマイヤ | トヨタ車体クインシーズ     | 決定率=46.4%        |
| 10  | ブロック賞       | 荒木絵里香           | 東レ・アローズ             | 決定本数=0.96本/set |
| 11  | サーブ賞         | 張紫音               | NECレッドロケッツ          | 効果率=19.6%        |
| 12  | サーブレシーブ賞 | 座安琴希             | 久光製薬スプリングス       | 成功率=73.7%        |
| 13  | Vリーグ特別賞    | 櫻井由香             | デンソー・エアリービーズ   |                     |
| 14  | 優秀GM賞         | 内山晃               | 東レ・アローズ             |                     |

### Vチャレンジ・マッチ（入替戦）

#### 3月31日
| #651 | 2012年3月31日 10:00 |                                         |                               |                                        |                                                                          |
| #651 | 2012年3月31日 10:00 | NECレッドロケッツ （プレミアリーグ8位） | 3 - 1 (20-25) (25-20) (25-15) | 日立リヴァーレ （チャレンジリーグ1位） | 大和スポーツセンター体育会館 観客数: 1,900人 主審: 村中伸 副審: 小野将人 |
| #651 | 2012年3月31日 10:00 |                                         |                               |                                        | 大和スポーツセンター体育会館 観客数: 1,900人 主審: 村中伸 副審: 小野将人 |

| #652 | 2012年3月31日 12:10 |                                          |                               |                                              |                                                                              |
| #652 | 2012年3月31日 12:10 | 上尾メディックス （チャレンジリーグ2位） | 0 - 3 (13-25) (16-25) (21-25) | トヨタ車体クインシーズ （プレミアリーグ7位） | 大和スポーツセンター体育会館 観客数: 1,900人 主審: 田野昭彦 副審: 千代延靖夫 |
| #652 | 2012年3月31日 12:10 |                                          |                               |                                              | 大和スポーツセンター体育会館 観客数: 1,900人 主審: 田野昭彦 副審: 千代延靖夫 |

#### 4月1日
| #653 | 2012年4月1日 10:00 |                                         |                               |                                        |                                                                              |
| #653 | 2012年4月1日 10:00 | NECレッドロケッツ （プレミアリーグ8位） | 3 - 0 (25-21) (25-17) (25-18) | 日立リヴァーレ （チャレンジリーグ1位） | 大和スポーツセンター体育会館 観客数: 1,900人 主審: 千代延靖夫 副審: 田野敏彦 |
| #653 | 2012年4月1日 10:00 |                                         |                               |                                        | 大和スポーツセンター体育会館 観客数: 1,900人 主審: 千代延靖夫 副審: 田野敏彦 |

| #654 | 2012年4月1日 12:00 |                                          |                               |                                              |                                                                          |
| #654 | 2012年4月1日 12:00 | 上尾メディックス （チャレンジリーグ2位） | 0 - 3 (14-25) (18-25) (27-29) | トヨタ車体クインシーズ （プレミアリーグ7位） | 大和スポーツセンター体育会館 観客数: 1,900人 主審: 小野将人 副審: 村中伸 |
| #654 | 2012年4月1日 12:00 |                                          |                               |                                              | 大和スポーツセンター体育会館 観客数: 1,900人 主審: 小野将人 副審: 村中伸 |